# Asociación Deportiva Atenas
La Asociación Deportiva Atenas, comúnmente conocida como Atenas de Córdoba, es una institución deportiva de Argentina que cuenta con diversas disciplinas, destacándose en el básquet. También cuenta con ajedrez, bochas, gimnasia, judo, natación y vóley. El básquet es el deporte en que más se destacó a través de la historia, tal es el caso que ha disputado la gran mayoría de las temporadas de la Liga Nacional de Básquet de Argentina, con la excepción de la temporada 2023-2024 debido a su descenso de la misma frente al Club Atlético San Lorenzo de Almagro al perder por 3 a 2 la serie de permanencia. 
Siendo el equipo más ganador de la historia de la competencia con nueve títulos logrados desde su primera participación en 1985, , Atenas también cuenta con trofeos internacionales, entre los que se destacan dos Campeonatos Sudamericanos, un Campeonato Panamericano y tres Ligas Sudamericanas. Es por esto y otras cuestiones que es considerado uno de los denominados grandes de la liga nacional de básquet.
La sede social se encuentra ubicada en la calle Alejandro Aguado 775 del barrio General Bustos de la ciudad de Córdoba. El estadio que utiliza es el Polideportivo Carlos Cerutti, un gimnasio municipal ubicado en el barrio San Martín que tiene capacidad para 3730 espectadores. En la actualidad el club está construyendo un nuevo estadio, el cual colindará con la sede social del club y tendrá la capacidad de albergar a 2000 personas aproximadamente.

## Historia
Atenas fue fundando el 17 de abril de 1938 cuando 15 dirigentes reorganizaron el New Tennis Club, institución que había funcionado desde 1934. El nombre fue elegido tanto para recordar la ciudad que organizó los primeros Juegos Olímpicos de la era moderna y rememorar un viejo club del barrio Alta Córdoba de la capital cordobesa. Los socios fundadores fueron Ramón Baigorria, Carlos Braconi, Luis Bussi, Juan Colavino, Antonio Jesús García, José Ghelli, Agustín Giannatonio, Juan Guerra, Victorino Izaza, Carlos Marochi, Bruno Magris, Remo Mazzieri, Miguel Puga, Juan Romagnoli y Urbano Sánchez.
La primera comisión directiva fue constituida el 26 de junio de 1938, con los siguientes integrantes:
Presidente Honorario: Urbano Bussi.
Presidente: Urbano Sánchez.
Vicepresidente: Juan Romagnoli.
Secretario: Remo Mazzieri.
Pro secretario: Luis Bussi.
Tesorero: Rómulo Mazzieri.
Pro tesorero: Juan Colavino.
Vocales titulares: Antonio J. García, José Ghelli y Bruno Magris.
Vocales suplentes: Carlos Marochi, Mario Conci.
Revisores de cuentas: Carlos Braconi, Emilio Berretta y Cesáreo Carranza.
El 11 de mayo de 1945, por decreto n.° 15 062 del Poder Ejecutivo de la Provincia de Córdoba le fue otorgada la personería jurídica.
En los inicios de la institución se conformó un coro y además se realizaban actividades teatrales, exposición de muestras pictóricas, conferencias académicas, además de poseer una biblioteca infantil y fiestas bailables organizas por la comisión de Damas, dándole un sentido social y familiar. Las instalaciones del club fueron cedidas permanentemente a los colegios de la zona para que desarrollaran allí la actividad física y festivales donde se premiaban a los mejores alumnos de los colegios del barrio, incluso Atenas supo tener una audición radial llamada “Sábados de Atenas” donde la audición comenzaba y finalizaba con la “marcha de Atenas” cuyo autor fue el Sr. Antonio D´Elia. En aquellos tiempos se realizó la “Campaña pro-gualdapolvos blanco” que se realizó en conjunto con el matutino La Voz del Interior. En la actualidad se dictan clases de distintos ritmos bailables.[cita requerida]

### Básquet, primeros años y fundación de la Liga Nacional
En 1943 logró el ascenso a la primera división de la Asociación Córdobesa de Básquetbol,[cita requerida] y en 1948 se consagró campeón con un equipo integrado por Juan Aird, Alberto Andrizzi, Jorge Asrín, Pedro Bustos, Raúl Carrión, Miguel Correa, Italo Giannone, Aarón Glastein, Juan Peñalosa, Alejandro Romero, Raúl Vallejos y Julio Viñas. El entrenador de ese equipo fue Juan Romagnoli. En ese año comenzó una racha que alcanzó nueve títulos desde ese año y hasta 1957. Los éxitos se sucedieron en 1949, 1950, 1951 y 1952 y repitió en 1954, 1955, 1956, 1957 y 1959. Sus jugadores más destacados en ese período fueron Pedro Bustos, quien formó parte del equipo argentino que conquistó el primer Campeonato Mundial de Baloncesto en 1950, Jorge Martínez y Alejandro Romero. En la década del sesenta surgió la rivalidad con General Paz Juniors. Atenas obtuvo los títulos en 1969 y 1974. Posteriormente se consagró campeón en 1981 y 1983,[cita requerida] y ese mismo año se consagra subcampeón provincial, hito que lo clasificó al Campeonato Argentino de Clubes.
Atenas es una de las instituciones que fundaron la Liga Nacional, pues cuando León Najnudel propuso la creación de la nueva máxima división nacional, se encontraba dentro de la órbita del básquet nacional. Además, la propuesta de Najnudel incluía en la máxima competencia equipos de las provincias de Buenos Aires, Santa Fe y Córdoba.
En el Campeonato Argentino de Clubes 1984 Atenas terminó en la cuarta ubicación, con 11 victorias y 10 derrotas.

### Inicios de la Liga Nacional, década de 1980

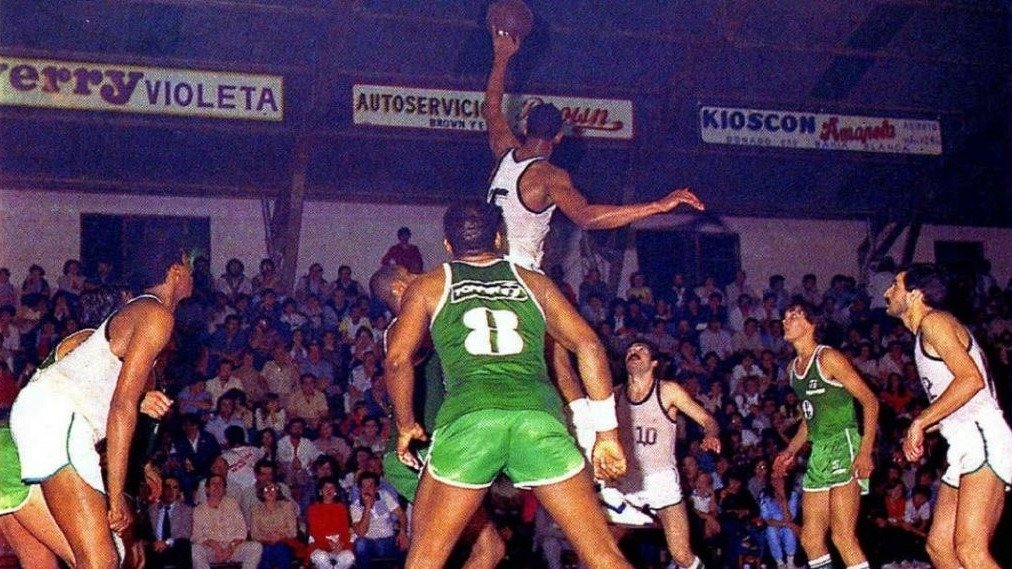
Imagen del juego inicial entre Atenas y Pacífico en Bahía Blanca. Hagwood (Pacífico) y Jones (Atenas) disputan el salto inicial.

La primera temporada de Atenas en la Liga Nacional fue la temporada 1985. Debutó en la primera edición del torneo con una derrota 82 a 90 ante Pacífico de Bahía Blanca en condición de visitante. El equipo estuvo integrado por Marcelo Milanesio, Fernando Prato, Medardo Ligorria, Isaac Scott, Donald Jones, Sergio Dómene, Gastón Blasi, Roberto Costa y Mario Milanesio. El entrenador fue Walter Garrone. En esa edición alcanzó la final, donde se enfrentó a Ferro Carril Oeste de Buenos Aires en una serie al mejor de tres partidos. El primer partido fue el 13 de diciembre en Córdoba, en el estadio Corazón de María y Atenas ganó 73 a 72. El 20 de diciembre, en el Estadio Héctor Etchart, Ferro empató la serie al ganar 77 a 71. El 22 de diciembre se jugó el partido definitivo, nuevamente en Buenos Aires, y nuevamente ganó Ferro (95 a 86), quedándose así Atenas con el subcampeonato.
En la segunda temporada, la temporada 1986 Atenas terminó tercero en la tabla final, llegando a semifinales.

#### Primer título nacional

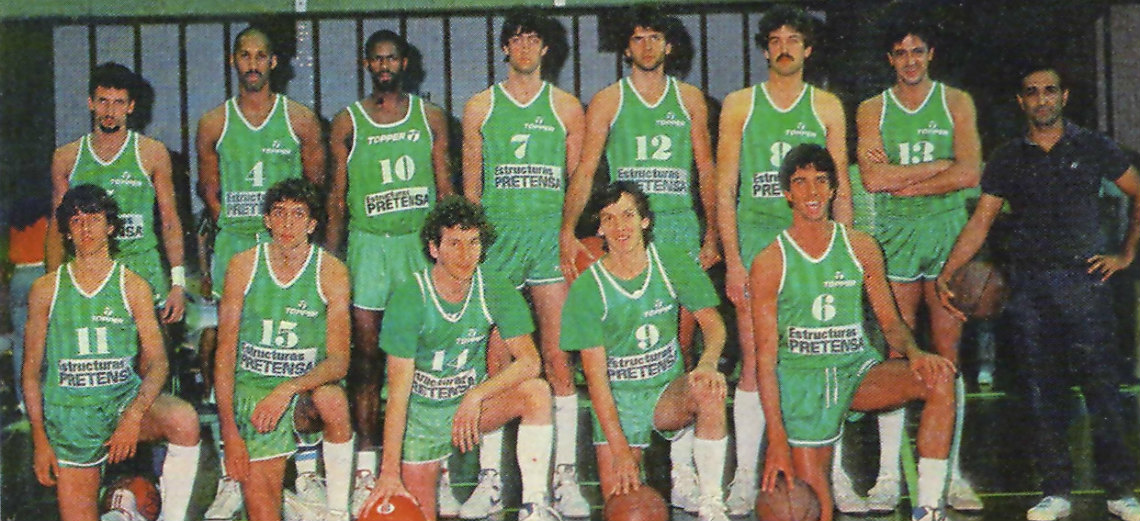
Equipo campeón 1987

En la tercera temporada, la 1987, Atenas logró su primer lauro en la competencia. El equipo campeón estuvo integrado por Marcelo Milanesio, Héctor Campana, Germán Filloy, Ted Taylor, Donald Jones; Carlos Cerutti, Mario Milanesio y el entrenador fue Walter Garrone. En la final se enfrentó a Ferro de Buenos Aires, campeón vigente, reeditando la final de la temporada 1985. En la serie al mejor de cinco partidos, los dos primeros partidos fueron en el Gimnasio del Corazón de María, donde Atenas ganó ambos encuentros 98 a 95 y 89 a 82. La serie continuó en Buenos Aires y Ferro ganó el tercer partido 93 a 80, mientras que el cuarto encuentro fue para el equipo cordobés 93 a 80, cerrando así la serie 3 a 1 y logrando el primer título de Liga Nacional en la historia del club.

Recuerdo que esa noche después del partido lloviznaba un poquito, después de cenar estaba sentado en el cordón de la vereda del hotel viendo el festejo nuestro, y en ese momento lo tenía al lado a Marcelo (Milanesio) que a cada rato me decía "Walter, esto es histórico". Y seguro que fue así, sino mirá cómo fue que ya pasaron 30 años y todavía se recuerda.
Walter Garrone, entrenador de aquel equipo.

Ese título lo clasificó al Campeonato Sudamericano de Clubes Campeones de Caracas, Venezuela en 1988, donde fue subcampeón.

#### Segundo título nacional

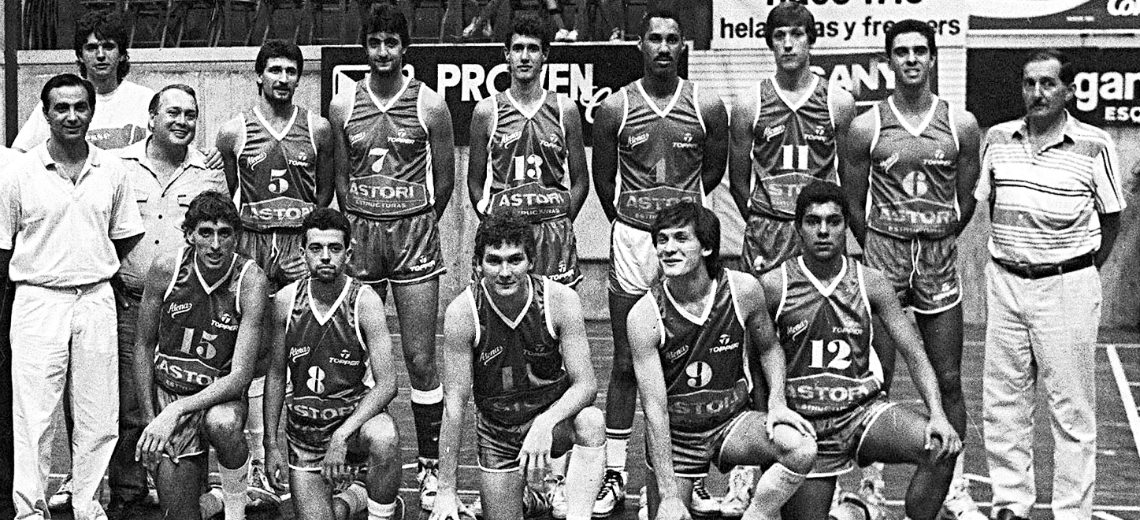
Equipo campeón 1988.

En la temporada 1988 el equipo alcanzó la marca de 30 victorias y 8 derrotas. Atenas debió superar en las semifinales a Pacífico de Bahía Blanca en una serie que le fue más difícil de lo esperado puesto que se lesionaron dos figuras del equipo, Héctor «Pichi» Campana y Germán Filloy, dándole lugar a dos juveniles prometedores, Diego Osella y Carlos Cerutti. Tras ganar la serie 3 a 2, se enfrentó en la final a River Plate y ganó la serie en tres partidos, para lograr el título. Los dos primeros juegos, el 13 y 15 de diciembre, fueron en Córdoba, donde el local se impuso 93 a 82 y 85 a 83, mientras que en Buenos Aires, el 18 de diciembre, el conjunto griego venció 95 a 87 y así alcanzó su segundo título, de manera consecutiva.
Nuevamente participó del Campeonato Sudamericano de Clubes Campeones en 1989 en condición de campeón argentino. En esa edición, jugado en Asunción, Paraguay, Atenas quedó cuarto.
En la temporada 1989 nuevamente alcanzó la final, esta vez ante Ferro de Buenos Aires. Dicha final fue la primera de la historia en llegar a cinco partidos. Los dos primeros juegos fueron en Buenos Aires, los días 20 y 22 de octubre, y ambos los ganó el equipo porteño 74 a 71 y 89 a 76 respectivamente, los dos siguientes juegos fueron en Córdoba el 27 y el 29 de octubre, y los ganó Atenas 114 a 90 y 93 a 85 respectivamente, llegando así al quinto partido, el 1 de noviembre, y lo ganó Ferro 91 a 83.

### La laureada década de 1990

#### Tercer título nacional y fallecimiento de Carlos Cerutti

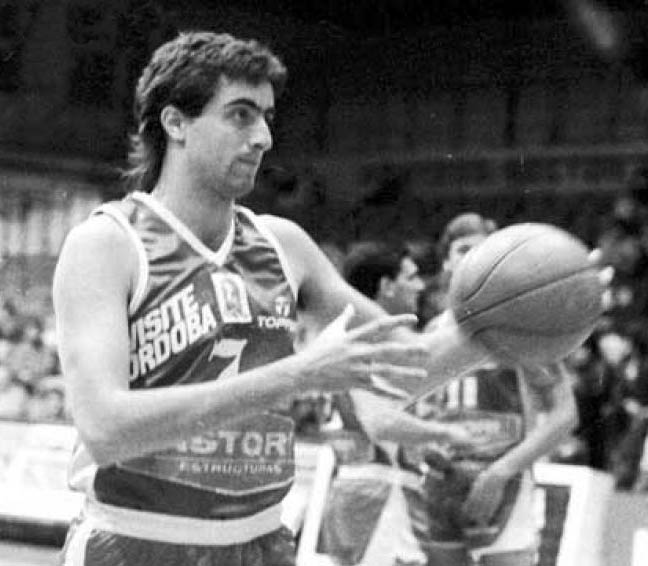
Carlos Cerutti jugó en Atenas desde 1985 hasta su fallecimiento en 1990.

En la temporada 1990 se jugó un torneo de transición que duró menos que los anteriores pues se pasaba de un formato de temporada anual disputándose en invierno a un formato donde la temporada se disputaba en verano. El equipo estuvo conformado por la base de jugadores que habían perdido la final pasada, salvo por Mario Milanesio y Donald Jones, quienes dejaron el equipo. En contrapartida se sumaron Germán Filloy, Thomas Jordan y Kenneard Winchester. En esa temporada se enfrentó contra todos los rivales alternando localía a dos ruedas, y al terminar entre los primeros seis equipos, producto de un récord 20 victorias y 6 derrotas, accedió a cuartos de final. Previo al inicio de los play-offs, Carlos Cerutti, jugador del primer equipo y del seleccionado nacional, sufrió un accidente que lo marginó de la temporada. «Palito» Cerutti, de 21 años en aquel entonces, viajaba a Morteros cuando su vehículo impactó contra un guardaraíl y fue internado de urgencia. Por ese motivo, en cuartos de final, el equipo se enfrentó a Olimpo de Bahía Blanca sin una de sus principales figuras. Disputó los dos primeros partidos como local, los cuales ganó 104 a 94 y 92 a 87, pero antes del tercer partido se produjo la muerte de «Palito» Cerutti. Tras el entierro Atenas viajó a Bahía Blanca, donde perdió los dos siguientes partidos, para llegar a un quinto y definitivo juego, en Córdoba, que ganó y selló su pase de ronda, ganando la serie 3 a 2. En semifinales superó a Estudiantes de Bahía Blanca tras ganar la serie 3 a 0 y así alcanzó la final por cuarta vez en cinco temporadas jugadas. Esta vez el rival fue Sport Club Cañadense de Cañada de Gómez, al cual venció en la serie final al mejor de cinco partidos 3 a 0, superando la desventaja que tuvo pues los dos primeros partidos fueron en condición de visitante. En la provincia de Santa Fe ganó, el 25 de mayo, 89 a 72 y el 27 de mayo 72 a 59, para así, el 1 de junio y ya en Córdoba, cerrar la serie 78 a 72. El equipo campeón estuvo integrado por Marcelo Milanesio, Carlos Cerutti, Diego Osella, Kennard Winchester, Luis «chuzo» González, Thomas Jordan, Horacio Borghese, Augusto Bussi, Mario Laverdino, Marcos Nóbile, Germán Baralle, Gustavo Roque Fernández, Horacio Acastello y Germán Filloy. El entrenador fue Walter Garrone.
Posterior a ese torneo comenzó la temporada 1990-91 participó en la Liga Nacional, donde llegó a las semifinales y GEPU de San Luis lo eliminó. También en 1991 nuevamente participó del Campeonato Sudamericano de Clubes Campeones. Esta vez, en Franca, Brasil, el equipo fue subcampeón.

#### Cuarto título nacional
En la temporada 1991-92 solo participó en la Liga Nacional. En esta edición alcanzó la final, donde se enfrentó ante GEPU de San Luis, que lo había eliminado en las semifinales de la anterior liga. En serie al mejor de siete partidos, Atenas contó con ventaja de localía. En primera instancia ganó los dos primeros partidos como local 88 a 84 el 12 de mayo y 101 a 94 el 14 de mayo. El 19 de mayo, en San Luis, Atenas ganó el tercer partido (87 a 85), mientras que dos días después GEPU descontó al ganar 104 a 80. El quinto juego fue en Córdoba y ganó el equipo local 97 a 89 y logró su cuarto título nacional.

#### Campeón sudamericano de clubes
Haber ganado la Liga Nacional de 1991-92 le permitió en la temporada 1992-93 participar en la primera edición del Campeonato Panamericano de Clubes, que se desarrolló en Quito y donde el equipo fue subcampeón. En 1993 también participó en el Campeonato Sudamericano de Clubes Campeones, donde organizó el torneo y pudo festejar el título al vencer en la final al equipo brasilero de Franca BC. En el plano nacional el equipo llegó a la final y nuevamente se enfrentó a GEPU de San Luis. Esta vez la final fue para el equipo puntano que ganó la serie final 4 a 2.

#### Comienzo de la era de Rubén Magnano
En la temporada 1993-94 el equipo tuvo un mal andar en la Liga Nacional y por ello, Walter Garrone dejó la institución, tras 24 años en la misma y haber obtenido tres títulos nacionales y uno sudamericano. En ese torneo Rubén Magnano se hizo cargo del equipo de manera definitiva. En esa temporada el equipo quedó cuarto tras perder en semifinales. En 1994 el equipo participó en el Campeonato Sudamericano de Clubes Campeones, jugado en Lima, Perú, y el equipo obtuvo el título. También jugó el Campeonato Panamericano, jugado en Olavarría y en Córdoba, y el equipo quedó cuarto.
En la temporada 1994-95 el equipo terminó tercero en la Liga Nacional con una marca de 35 victorias y 17 derrotas. Además participó en el Campeonato Sudamericano en Bucaramanga, Colombia, donde quedó quinto.
En la temporada 1995-96 Atenas fue subcampeón de la Liga Nacional tras perder en el séptimo juego de la final ante Olimpia de Venado Tuerto en condición de visitante.

##### Nuevos títulos internacionales, primera Liga Sudamericana
Atenas comenzó la temporada 1996-1997 disputando la Liga Nacional, el Campeonato Panamericano de Clubes y también participó por primera vez de la Liga Sudamericana. En la Liga Nacional Atenas quedó cuarto al caer en semifinales. Alcanzó una marca de 35 victorias y 17 derrotas.
En el primer torneo internacional de la temporada, que se disputó en septiembre de 1996 en Franca, Brasil, el griego fue campeón.

Es una alegría tremenda ganar un torneo que se nos negó dos veces. Nunca soñé con este recibimiento. Este título ratificó la moral de este grupo, porque comenzamos mal el torneo pero nos recuperamos. Siempre tuvimos fe.
Marcelo Milanesio, jugador de Atenas en 1996.

En cuanto a la Liga Sudamericana, el torneo se disputó durante el primer semestre de 1997. El 18 de febrero hizo su debut en Colombia ante Piratas de Bogotá, equipo al cual derrotaron 77 a 57. También integraron zona con el equipo brasilero Corinthians de Santa Cruz do Sul y con Deportivo Sipesa de Perú. Tras ganar todos los partidos disputados, tanto como local como de visitante, Atenas accedió a los cuartos de final, donde enfrentó y derrotó a Los Paisas de Colombia en una serie al mejor de tres juegos que no llegó hasta el partido definitivo. En Colombia ganó el equipo argentino 85 a 62 mientras que en Córdoba venció 103 a 71, clasificando así a las semifinales. En la penúltima instancia se enfrentó a Olimpia de Venado Tuerto, El primer juego de los tres fue en Venado Tuerto, allí ganó el local 59 a 49, mientras que en Córdoba Atenas revirtió la serie al ganar 87 a 52 y 74 a 67, accediendo así a la final en su primera participación. En la final se enfrentó al Corinthians Paulista nuevamente en una serie al mejor de tres partidos. El primer juego fue en Brasil y lo ganó el equipo local 85 a 82, y nuevamente como local Atenas se impuso, primero 97 a 90 y luego 98 a 88 y así logró el primer título en esta competencia.

##### La máxima cita mundial, el Open McDonald's
En la temporada 1997-1998 el equipo participó en la Liga Nacional, la Liga Sudamericana, el Panamericano de Clubes y por ser el campeón de América fue invitado al máximo torneo de clubes a nivel mundial, el McDonald's Championship FIBA-NBA.
El 6 de septiembre de 1997 comenzó su participación en el Panamericano, que se disputó en La Pampa, en General Pico y en Santa Rosa. El 14 de ese mismo mes disputó la final del torneo ante Franca BC de Brasil, y perdió el encuentro 67 a 75.
En octubre de ese año el plantel viajó a París, Francia, para participar del Open McDonald's. La delegación la conformaron los jugadores Marcelo Milanesio, Héctor Campana, Steven Edwards, Diego Osella, Fabricio Oberto, Steve Richs, Leandro Palladino, Bruno Lábaque, Gabriel Riofrío, Andrés Pelussi. El entrenador del equipo era Rubén Magnano. El primer partido que disputó fue la fase previa a semifinales, el 16 de octubre, donde derrotó al Benetton Treviso de Italia 87 a 78, con Héctor Campana como figura del equipo, anotando 23 tantos. En semifinales se enfrentó al campeón europeo Olympiacos B.C. griego, y tras estar 14 puntos abajo, logró recuperarse y llegar a ganar el partido por 1 a falta de 24 segundos, sin embargo, a falta de 9,6 segundos el lituano Artūras Karnišovas del equipo griego marcó un triple que dio vuelta el marcador y finalmente el equipo argentino perdió la semifinal 89 a 86. Tras perder la semifinal disputó el partido por el tercer puesto ante el local PSG Racing, al cual venció 88 a 78 y con ello Atenas logró la medalla de bronce.

El Mc Donald’s nos llegó en un momento justo para varios de nosotros, que sabíamos que teníamos el final de la carrera cerca y que no volveríamos a tener una oportunidad de un nivel así.
Marcelo Milanesio, jugador del club durante el Open McDonalds.

Fue la frutilla del postre para una generación que ganó todo. Logró estar en un torneo con los mejores equipos del mundo y consiguió levantar elogios de la prensa mundial.
Héctor Campana, jugador del club durante el Open McDonalds.

##### Atenas campeón nacional y bicampeón de Sudamérica
Pasada la cita mundialista, Atenas retornó al país para continuar con la Liga Nacional. Tras quedar segundo en la primera ronda, comenzó el nuevo año encarando dos competencias, la nacional y la Liga Sudamericana. Integró el Grupo A, junto con San José de Paraguay, Universidad de Concepción, Chile y Aguada de Uruguay. La competencia internacional se disputó en formato de todos contra todos en el grupo a dos partidos, uno como local y otro como visitante. Atenas ganó todos, los seis encuentros, y en Liga Nacional quedó como el mejor equipo al cabo de la fase regular. Primero disputó los cuartos de final de la Sudamericana, donde en serie al mejor de tres, enfrentó a Cordón de Uruguay. El 31 de marzo Atenas venció como visitante 90 a 78, y el 6 de abril cerró la serie cuando ganó como local 80 a 70. Luego disputó los cuartos de final a nivel nacional, el 11 de abril recibió a Olimpia de Venado Tuerto, que ganó el primer partido 110 a 106 en doble tiempo suplementario. Dos días más tarde se jugó el segundo partido, también en Córdoba, donde Atenas empató al ganar 102 a 100. El 15 de abril, como local, Atenas recibió a Boca Juniors por la competencia continental al cual derrotó 77 a 71. Luego continuó la serie con Olimpia, ya como visitante. El 17 de abril, en Santa Fe perdió el tercer juego 88 a 98, pero ganó el cuarto juego, el 19 de abril, 83 a 74 y forzó el quinto y definitivo en Córdoba. El 21 de abril visitó a Boca y cayó 59 a 76, situación que derivó en un tercer juego el 22 de abril. Atenas ganó 69 a 59 el tercer juego y clasificó a la final internacional por segunda vez consecutiva. El 24 de abril recibió a Olimpia en el juego definitivo de la serie, y tras vencer 91 a 85 avanzó de ronda. En semifinales se emparejó con Estudiantes de Bahía Blanca, serie que comenzó el 26 de abril en Córdoba. Ganó 116 a 98 el primer juego, y dos días más tarde 103 a 87, para poner la serie 2 a 0 en su favor. El 31 de abril, en Bahía Blanca, Atenas selló el pase a la final, al ganar 92 a 87, la novena final en la historia. El 6 de mayo comenzó la serie final de la Sudamericana, en Córdoba, donde Atenas recibió a Franca BC de Brasil. El local ganó el primer juego de la final 68 a 62, El 12 de mayo, en Brasil, Atenas comenzó abajo en el marcador por 12. Gracias al extranjero Steve Edwards pudo remontar y terminó el primer tiempo abajo por 2 (42-44). El tercer cuarto terminó igualado en 55 y en el último apareció Fabricio Oberto, quien marcó 13 tantos, y pasó al frente 73 a 69, pero a falta de 1 minuto 50 segundos Franca, mediante dos triples, pasó a ganar por 1 punto (74 a 73). En ese instante Marcelo Milanesio le hizo un pase a Edwards, quien con un triple a falta de 2 segundos selló el bicampeonato sudamericano de Atenas. Ya con el título sudamericano Atenas encaró la última final de la temporada, la de la Liga Nacional, ante Boca. Cómo Atenas fue mejor en la fase regular comenzó la serie como local. En Córdoba, el 17 de mayo, el local ganó 89-87 el primer juego, y, el 19 de mayo, ganó 103-88 el segundo partido. El 21 de mayo, en el Luna Park, donde Boca hizo de local, Atenas ganó 96 a 87 el tercer partido, y el 23 de mayo logró cerrar la serie 4 a 0, primera vez que un equipo gana así la final nacional. 111 a 90 fue el resultado que le dio al club su quinto título nacional, marcador que también le dio el honor de quedarse con la Copa Challenger que se había puesto en disputa desde el comienzo de la liga.

Siento una alegría enorme de ganar el último partido en Atenas; nunca podría haberme imaginado algo así. Además, estoy muy conforme con lo que hice en la cancha, con mi mejor marca de puntos. Se nota cuando uno tiene atrás a un equipazo como éste, con jugadores como Pichi, Marcelo y Diego Osella, que te corrigen y te ayudan. Los voy a extrañar mucho, a ellos y a los que apoyan desde afuera.
Fabricio Oberto, jugador del equipo en 1998.

##### Atenas International Tournament; bicampeonato nacional en 1999 y última temporada de Magnano

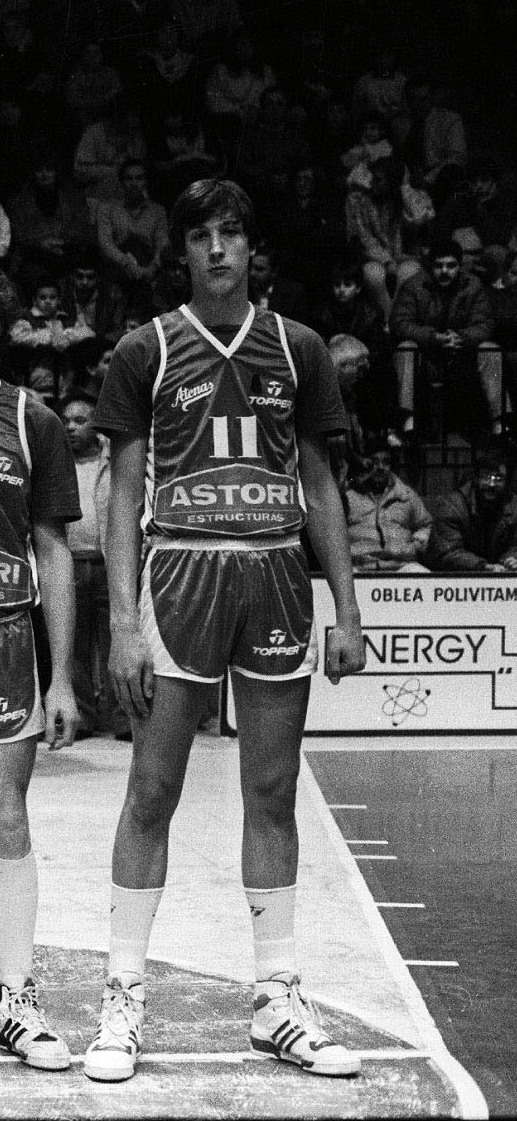
Diego Osella, MVP de las finales de 1999.

En la temporada 1998-1999, el equipo fue dirigido por Rubén Magnano y contó con jugadores cómo Héctor Campana, Bruno Lábaque, Marcelo Milanesio, Diego Osella, Leonardo Gutiérrez, Steve Edwards, Leandro Palladino, el chileno Patricio Briones y los americano Benoit Benjamin, Anthony Farmer y Stacey King, quien llegó para reemplazar a Fabricio Oberto.
En esta temporada el club junto con la empresa televisiva ESPN crearon el «Atenas International Tournament», un torneo cuadrangular de pretemporada que se disputó en Córdoba. En la primera edición participaron Marathon Franca, campeón de Brasil, Pau Orthez, campeón de Francia y el Pamesa Valencia de España, campeón de la Copa del Rey, además del conjunto argentino. Atenas comenzó el torneo el 26 de agosto ganándole al equipo español 78 a 74, continuó derrotando al conjunto brasilero 97 a 85, logrando así el título en la primera edición del certamen, y cerró el torneo ante el equipo francés con derrota 69 a 86.
El equipo comenzó la temporada oficial disputando la Copa de Campeones en Bahía Blanca, donde logró el título tras derrotar al local en la final. Luego disputó solamente la Liga Nacional, donde en la primera fase logró 22 victorias en 30 partidos, quedando como el mejor equipo de esa etapa. Para la segunda fase, ya durante 1999, el equipo disputaría la Liga Nacional y a la par la Liga Sudamericana. En Liga Nacional integró la zona A1, mientras que en el plano internacional integró un triangular en Río de Janeiro junto con el local Vasco da Gama y Guaiqueríes de Venezuela. Tras superar esa instancia como segundo del grupo, Atenas, vigente campeón, se enfrentó a Independiente de General Pico en una serie al mejor de tres partidos con desventaja de cancha. Como local cayó claramente 69 a 88 el 23 de febrero de 1999, y en General Pico, el 2 de marzo, empató la serie al ganar 72 a 70. El tercer partido, encuentro definitivo de la llave, se jugó el 3 de marzo en General Pico, y el local se impuso y ganó 77 a 71, terminando así la participación internacional del conjunto "griego". Ya solo con la liga nacional en el horizonte, Atenas quedó como el mejor conjunto de la fase regular con 9 victorias en 14 partidos, y con ello garantizó clasificar a cuartos de final de manera directa. En dicha instancia de play-offs eliminó a Estudiantes de Olavarría al ganar la serie 3 a 1, y en semifinales se emparejó con Pico FC al cual derrotó 3 a 0 (77-60, 66-63 y 70-66) y así accedió a la final, donde se enfrentó al otro equipo pampeano del torneo, Independiente de General Pico, aquel que lo eliminó en la Liga Sudamericana. Como Atenas fue el mejor equipo de la fase regular, la final comenzó en Córdoba, y nuevamente ganó el equipo visitante en cancha del "griego", esta vez 67 a 65. El segundo juego, también como local, Atenas lo ganó 72 a 67. Los siguientes dos partidos fueron en General Pico, y ambos los ganó Atenas, 79 a 71 el tercer juego y 52 a 47 el cuarto, que además se convirtió en el partido con menos puntos en la historia de la liga. A pesar de tener todo para definir el título como local y dar la vuelta, Atenas cayó en el quinto partido 74 a 77 y en el sexto partido, en General Pico, volvió a perder (68-89), quedando la serie igualada y definiéndose en Córdoba. El encuentro definitivo se llevó a cabo el 1 de junio de 1999 en el Polideportivo Carlos Cerutti, con 4500 espectadores y una recaudación de 65 000 dólares, y Atenas tenía en su equipo jugadores comprometidos, como Héctor Campana con 40 °C de fiebre o Diego Osella que adjudicaba golpes producidos en el sexto juego. El juego fue parejo hasta el último cuarto, y recién a falta de pocos segundos para el final, Andrés Nocioni, jugador del equipo pampeano, cometió una infracción que derivó en una serie de tiros libres en favor de Atenas que aprovechó y logró una ventaja que resultó ser determinante. El resultado final fue 70 a 58 y Atenas logró su sexto título nacional, y su segundo bicampeonato. Diego Osella resultó la figura del encuentro y el MVP de las Finales.

#### Nuevo ciclo, subcampeón nacional
En la temporada 1999-2000 Rubén Magnano dejó el cargo y lo tomó el exjugador del club Medardo Ligorria. El equipo integrado por, entre otros, Marcelo Milanesio, Héctor Campana, Diego Osella, Leandro Palladino, Leonardo Gutiérrez y Bruno Lábaque, partió como candidato al título.
Durante la pretemporada se realizó el Atenas International Tournament de 1999, torneo que se jugó del 25 al 27 de agosto con la presencia del Varese Roosters, campeón de Italia, el Marathon Franca, tricampeón de Brasil y Juventut Badalona de España, semifinalista de la copa europea. El primer partido fue ante el equipo brasilero, luego derrotó al conjunto español 77 a 73 y terminó el torneo venciendo al equipo italiano (93 a 80) y coronándose campeón.
La temporada oficial arrancó con la tercera Copa de Campeones, que se disputó en La Rioja y donde el equipo logró defender el título. En la final derrotó a Independiente de General Pico. Luego de dicha copa comenzó la Liga Nacional, donde tras 30 partidos, quedó segundo con 24 victorias, clasificando al grupo A1. Durante el primer semestre del 2000 Atenas también disputó la Liga Sudamericana. El 15 de febrero y a pocos días de debutar en el torneo continental el entrenador Medardo Ligorria fue despedido por los malos resultados. El nuevo entrenador del equipo fue Pablo Coleffi, y el 23 de febrero disputó un cuadrangular en Concepción, Chile, junto con el local Universidad de Concepción, los brasileros de Vasco Baureri y el equipo uruguayo Cordón. Tras vencer en los tres partidos, Atenas avanzó de ronda. Luego de ello disputó más partidos por Liga Nacional y a principios de marzo comenzó los play-offs de la Liga Sudamericana. Disputó una serie al mejor de tres partidos con Trotamundos de Carabobo, comenzando la serie en Venezuela. Tras perder 59-70, el equipo retornó al país y definió la fase regular de la Liga Nacional, donde quedó tercero y clasificó a cuartos de final. Tras ello disputó el segundo encuentro de la serie contra Trotamundos, en Córdoba, y allí empató la serie al ganar 92 a 57. Un día más tarde selló su clasificación al vencer 77 a 65. El 24 de marzo disputó el primer partido de semifinales, cuando recibió al equipo uruguayo Welcome. Atenas ganó ese encuentro 83 a 55. El 26 de marzo recibió a Estudiantes de Bahía Blanca por los cuartos de final de la Liga Nacional, el primer juego lo ganó 88 a 82, mientras que el segundo partido, el 28 de marzo, lo ganó 97 a 79. El 1 de abril viajó a Uruguay para disputar el segundo partido ante Welcome, y nuevamente ganó (90 a 85) y el 2 de abril barrió la serie ante Estudiantes al ganar en Bahía Blanca 82 a 77. Como clasificó a la final de la Sudamericana, las semifinales de la Liga Nacional se programaron para el 20 de abril. El 10 de abril comenzó la final del torneo continental ante Vasco da Gama de Brasil, en una serie al mejor de cinco partidos. El primer juego lo ganó Atenas 78 a 71, y un día más tarde ganó el conjunto brasilero 70 a 67, igualando la serie. El 14 y 15 de abril se disputaron los dos juegos de la final en Córdoba, y tras ganar el tercero, 79 a 54 y perder el cuarto 87 a 75, la serie pasó a un quinto y último juego en Brasil. El 17 de abril Vasco da Gama se impuso 64 a 61 y Atenas fue subcampeón sudamericano. El 20 de abril disputó la primera de las semifinales, en Córdoba, ante Peñarol, y ganó 96 a 87. El 22 de abril se jugó el segundo partido, y volvió a ganar (96 a 75). En Mar del Plata Atenas ganó el tercer partido 79 a 76 y clasificó nuevamente a una final nacional. La final de la Liga Nacional comenzó el 3 de mayo, cuando, en Olavarría, el mejor equipo de la fase regular, Estudiantes recibía a Atenas. La serie comenzó con victoria local 86 a 80, y dos días más tarde nuevamente ganó el conjunto bonaerense (82 a 66). En Córdoba se jugaron los partidos 3 y 4, que ganó Atenas (95 a 77 y 78 a 70) y empató la serie. El quinto juego, en Olavarría, lo ganó el local 81 a 76, mientras que el sexto juego lo ganó Atenas como local (80 a 72), resultado que llevó la serie al séptimo y definitivo encuentro. Como local Estudiantes derrotó a Atenas 80 a 71 y el conjunto griego terminó siendo subcampeón.

### La década de 2000
En la temporada 2000-2001 el equipo estuvo integrado por Marcelo Milanesio, Bruno Lábaque, Walter Herrmann, Leonardo Gutiérrez, Roberto Gabini, Andrés Pelussi, los extranjeros Jason Osborne y Danny Moore, y los juveniles Damián Filloy, Juan Cáceres, Rodrigo Álvarez y Emiliano Martina, dirigido por Pablo Coleffi. Respecto a la temporada pasada, Diego Osella dejó la institución para continuar en el básquet español. En esa temporada disputó la Liga Nacional y la Copa de Campeones en el plano nacional e internacionalmente participó de la Liga Sudamericana.
En el Atenas International Tournament del 2000, tercera edición del torneo, participaron el Flamengo de Brasil, el Tau Cerámica de España y el Reggio Calabria de Italia. El primer juego fue victoria 100 a 95 ante el equipo carioca, en el segundo partido también ganó, 89 a 87 ante el equipo español, y en el último juego disputó el título con el equipo italiano, al cual no superó (89 a 91) y fue subcampeón del torneo.
La temporada comenzó con la Liga Nacional en octubre y tras disputar nueve fechas, suspendió el torneo local para participar en la Copa de Campeones como local, ya que se disputó en el Polideportivo Carlos Cerutti. Comenzó el torneo jugando una semifinal ante Peñarol, al cual superó 101 a 91, mientras que en la final se enfrentó a Estudiantes de Olavarría, reeditando la pasada final nacional. En esa final, disputada el 14 de noviembre, Estudiantes fue superior y derrotó al equipo "griego" 97 a 92. Pasado ese torneo continuó la Liga Nacional, donde Atenas logró 23 victorias y 7 derrotas, clasificando a la A1. A mediados de disputa de la A1 el equipo participó del grupo C de la Liga Sudamericana con la incorporación de Diego Osella. El grupo se disputó en el Polideportivo de Mar del Plata en tres días consecutivos, el 15, 16 y 17 de febrero y Atenas compartió con Universidad de Concepción, de Chile, NBA Ambassadors de Estados Unidos y Deportivo San José de Paraguay. Venció en los tres partidos, 90 a 75 al equipo chileno, 93 a 74 al equipo paraguayo, y 103 a 93 al equipo estadounidense. Pasadas cuatro fechas más en la Liga Nacional, Atenas disputó los cuartos de final del torneo internacional ante Welcome de Uruguay. La serie, al mejor de tres partidos, comenzó el 9 de marzo justo después que fue cesanteado el entrenador Pablo Coleffi y asumió Mario Milanesio. En ese partido, disputado en Montevideo, y siendo el debut de Milanesio como entrenador, Atenas perdió y la serie se puso 0 a 1. Luego disputó un encuentro ante Boca por la fase regular de la Liga Nacional, el cual ganó. El 16 de marzo recibió al Welcome y tras vencerlo 101 a 74 emparejó la serie. Un día más tarde, y tras ir perdiendo en 70 a 57 al finalizar el tercer cuarto, el equipo mejoró su defensa y sacó adelante el partido en el último cuarto para finalizar 91 a 86 y avanzar de ronda. El 23 de marzo disputó la primera semifinal ante Estudiantes de Olavarría como local, en la cual ganó 92 a 81. El 30 de marzo se disputó el segundo juego de la serie, en Olavarría, y allí ganó el equipo local 79 a 68, empatando la serie. Un día más tarde Atenas volvió a perder (80 a 84) y quedó eliminado del torneo. Pasada la competencia internacional, Atenas quedó segundo en la Liga Nacional y accedió a cuartos de final de manera directa. El 25 de abril comenzó la serie al mejor de cinco encuentros ante Quilmes como local y ganó claramente 94 a 78. El segundo juego también lo ganó 104 a 89, y viajó a Mar del Plata 2 a 0. El 30 de abril, en el Estadio Once Unidos, cayó 102 a 93 y dos días más tarde perdió 96 a 92 y la serie se definió en Córdoba. El 4 de mayo Atenas quedó eliminado como local (92 a 100) y terminó la temporada.

#### Séptimo título nacional y retirada de Marcelo Milanesio

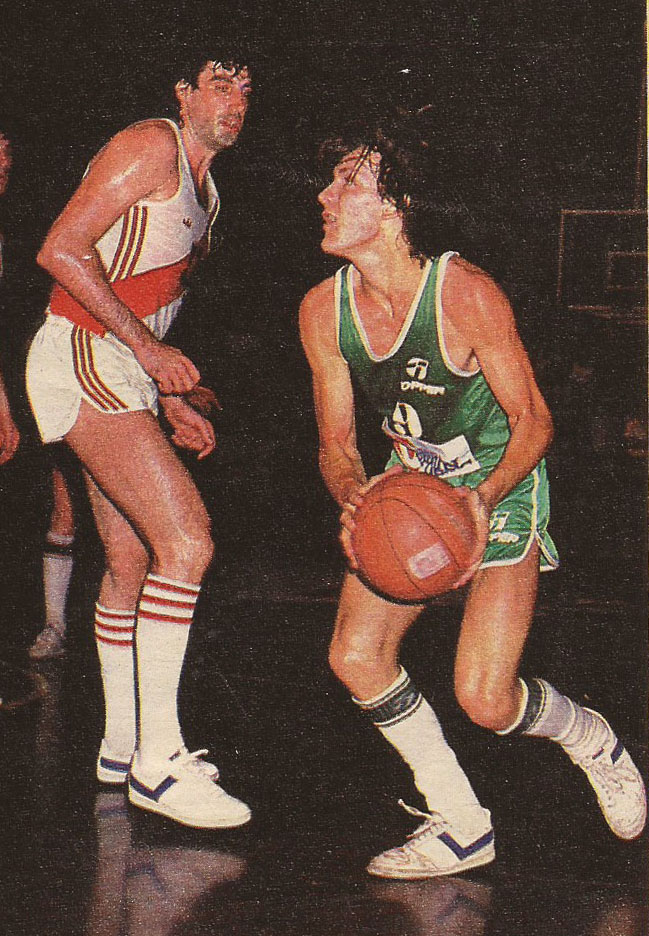
Marcelo Milanesio (derecha) jugando contra River Plate, el jugador se retiró al finalizar esta temporada.

Para la temporada 2001-2002 Atenas solo tuvo en el horizonte la Liga Nacional producto de una mala temporada 2000-2001. Hubo recambio de entrenador, ingresando Horacio Seguí mientras que dentro de los jugadores, Marcelo Milanesio anunció su retiro al final de la temporada. Además estuvieron los nacionales mayores Leonardo Gutiérrez, Bruno Lábaque, Andrés Pelussi y Walter Herrmann, el extranjero Stanley Easterling y varios juveniles, como el escolta Fernando Funes y el ala pivote Emiliano Martina.
En la pretemporada disputó la «Copa Ciudad de Buenos Aires» en la cual perdió la final ante el Real Madrid. Luego disputó la cuarta edición del Atenas International Tournament, donde participaron el Fórum Valladolid de España, el Vasco da Gama de Brasil y Estudiantes de Olavarría. El debut fue ante el equipo español, al cual derrotó 85 a 79, luego derrotó al conjunto brasilero 97 a 93, logrando así llegar al último partido con posibilidades de recuperar el título, ante Estudiantes de Olavarría. Tras derrotar al equipo bataraz 101 a 96, Atenas nuevamente fue campeón.
La nueva temporada de Liga Nacional, que tuvo un cambio de formato de disputa, comenzó con caída en el clásico ante Ferro Carril Oeste. Al cabo de la primera fase terminó con 10 victorias en 14 partidos, quedando segundo de su zona y clasificando a un nuevo torneo intermedio de temporada, el Torneo Top 4. El torneo se disputó en formato todos contra todos en el Estadio Ángel Malvicino de Unión de Santa Fe durante el 9 y el 11 de enero de 2002. El primer juego del torneo fue derrota 75 a 88 ante Estudiantes de Olavarría. El segundo juego fue victoria 110 a 83 ante Libertad, mientras que cerró el torneo ante Gimnasia de La Plata con victoria 84 a 76 para quedar con chances de ganar el torneo. Los resultados necesarios no se dieron y terminó segundo en el certamen. El 26 de febrero terminó la fase regular de la Liga y Atenas quedó como el mejor equipo, con 23 victorias y 7 derrotas, y accedió directamente a cuartos de final. El 17 de marzo Atenas recibió a Estudiantes de Bahía Blanca y ganó el primer juego 93 a 66, y dos días más tarde ganó el segundo juego 116 a 81. En Bahía Blanca Atenas barrió la serie al ganar 95 a 81 y accedió a semifinales, donde se enfrentó a Libertad. El primer juego de las semifinales, el 1 de abril en Córdoba, fue victoria para Atenas 119 a 81 y que el segundo también fue victoria, 101 a 97. El lunes 8 de abril, en Sunchales, Libertad descontó al ganar 84 a 77, pero el 10 de abril, en el cuarto juego, Atenas venció como visitante (88 a 86) y accedió a una nueva final. En la final de la liga se enfrentó al vigente bicampeón, Estudiantes de Olavarría, equipo que además venía ganando varias series contra el "griego". La misma comenzó el 29 de abril en Córdoba, pues Atenas fue el mejor equipo de la fase regular. El partido fue ajustado al punto tal que al último cuarto el local venía abajo por un punto (69 a 70), pero finalmente ganó el primer juego 88 a 82. El 2 de mayo Atenas avanzó en la final al imponerse 104 a 83. En Olavarría Atenas ganó el tercer partido 91 a 87 y cayó en el cuarto juego 96 a 90, en un partido con un final lamentable cuando un espectador local ingresó al campo de juego e increpó a Bruno Lábaque. Se inició una suspensión del encuentro, a falta de pocos segundos para terminar, que duró 20 minutos. El 13 de mayo, en Córdoba, Atenas ganó 87 a 81 y consumó su séptimo título local.
Terminada la temporada, los directivos de Atenas decidieron retirar la camiseta número 9 en honor a Marcelo Milanesio. Milanesio se retiró habiendo disputado 18 temporadas, todas para Atenas, alcanzando 848 partidos jugados y 10 835 puntos, solo en Liga Nacional. Posteriormente fue elegido el mejor jugador de la historia de la Liga Nacional por Diario La Voz del Interior. También fue destacado entre los 25 mejores jugadores surgidos de la Liga por la organización del torneo, la Asociación de Clubes de Básquetbol. Para Julián Mozo fue el segundo mejor jugador nacional de todos los tiempos.

#### Octavo título nacional, bicampeonato
En la temporada 2002-2003 disputó nuevamente torneos internacionales, estando presente en el Sudamericano de Clubes Campeones. En esa temporada no se disputó Liga Sudamericana. Entre los torneos locales, Atenas participó no solo en la Liga Nacional sino la novedosa Copa Argentina, torneo oficial de pretemporada.
Dentro del equipo, Héctor Campana, quien había anunciado su retiro al finalizar la pasada temporada, se retractó y decidió continuar en la práctica profesional en Atenas, reincorporándose así al equipo.
La temporada comenzó oficialmente con la Copa Argentina, torneo que se disputó con eliminatorias de doble partido y un cuadrangular final, cuando Atenas visitó a San Isidro de San Francisco. El primer juego fue con victoria 97 a 95, y el segundo 129 a 89, para pasar de fase. El 13 de septiembre viajó a San Miguel de Tucumán para enfrentarse a Tucumán BB, partido que ganó 77 a 61, mientras que en la revancha, en Córdoba, ganó 113 a 76. En la tercera eliminatoria se enfrentó a Echagüe de Paraná, con caída de visitante, 73 a 69, resultado que lo obligó a ganar por más de 4 puntos para avanzar al cuadrangular final. Como local, dos días después, ganó 86 a 77 y selló su pase a la ronda final. Dicho cuadrangular se disputó en el Estadio Once Unidos de Mar del Plata y lo integró junto con Argentino de Junín, Gimnasia de La Plata y Boca Juniors. El primer partido fue victoria ante el elenco platense 82 a 78, y el segundo partido victoria ante el equipo juninense 97 a 79, para así definir la competencia en el tercer partido ante Boca Juniors. Tras perder 67 a 84 Atenas fue subcampeón del torneo.
La Liga Nacional de esta temporada tuvo un cambio de formato, con cuatro cuadrangulares de cuatro equipos en primera ronda. Atenas integró la zona norte junto con el reciente ascendido Ben Hur, Libertad y Andino SC. Tras cinco partidos en ese grupo, con dos victorias y tres derrotas, Atenas viajó a Valdivia para disputar el Sudamericano de Clubes Campeones. Integró el grupo A junto con otros cuatro equipos y no pudo participar del mismo Héctor Campana por un esguince en el tobillo y un viaje familiar. El debut fue ante el equipo boliviano Real Santa Cruz, al cual superó claramente 127 a 74. El segundo partido fue caída ante Defensor Sporting de Uruguay 80 a 84, mientras que en el tercero volvió a la victoria al superar a Mavort de Ecuador 87 a 81. Cerró la primera fase con caída 75 a 81 ante Delfines de Miranda, Venezuela. En segunda ronda primero venció al local Deportivo Valdivia 96 a 69, mientras que en el segundo juego perdió con el equipo paraguayo de San José por un solo punto (67 a 68). El partido terminó con un tiro de Diego Lo Grippo que fue convalidado por dos puntos cuando los jugadores argentinos festejaban un triple, que hubiese llevado el encuentro a tiempo suplementario. Ante el fallo de los jueces, Bruno Lábaque realizó una protesta ante éstos que decantó en la intervención policial. Esta caída lo sacó de competencia por el título. En el último juego cayó ante Baurú de Brasil 73 a 80.
Al regreso del torneo continental disputó el último juego de la primera ronda de la Liga Nacional con victoria. Esa primera ronda sirvió para el armado de play-offs para clasificar al Torneo Top 4 de la temporada. La primera eliminatoria, al mejor de tres juegos, fue ante Obras Sanitarias. Tras perder como local 92 a 88, ganó los dos juegos como visitante 95 a 91 y 84 a 78. El último play-off fue ante Libertad, al cual derrotó como local 94 a 71, sin embargo cayó en los otros dos juegos, en Sunchales, 72 a 95 y 89 a 92 y no accedió al Top 4. Durante el resto de la temporada Atenas solo disputó la segunda fase de la Liga Nacional. En diciembre de 2002 Horacio Seguí dejó su cargo tras ser despedido, y lo reemplazó Oscar "Huevo" Sánchez. Tras alcanzar 22 victorias en 30 partidos, incluida una racha de 11 victorias, quedó segundo y clasificó a cuartos de final. La primera serie de postemporada fue ante Belgrano de San Nicolás. Arrancó ganando como local 93 a 74 y 84 a 72. El tercer juego, en San Nicolás, también fue victoria (101 a 72) y avanzó a semifinales. En semifinales se enfrentó a Obras Sanitarias con ventaja de cancha. El primer partido fue una trabajosa victoria 88 a 85, a pesar de una ventaja de 21 puntos, gracias a que la visita erró un triple sobre el final. El segundo partido fue una victoria con mayor diferencia 85 a 77. El tercer juego, en Buenos Aires, fue victoria (100 a 90) y barrida de la serie, para así llegar a una nueva final nacional, la decimotercera. El 14 de junio se disputó el primer juego de la final entre Boca Juniors, el mejor de la fase regular y Atenas, en cancha del club porteño. El primer partido y el segundo partido (16 de junio) fueron victorias del local, 81 a 78 y 85 a 66 respectivamente, pasando así la serie a 2 a 0 en favor de Boca. Los juegos en Córdoba fueron el 18 y 20 de junio, y ambos los ganó Atenas 92 a 87 y 100 a 92. El quinto juego, en Buenos Aires, lo ganó Atenas 80 a 78 gracias a un tiro de Héctor Campana a falta de pocos segundos para el cierre del partido. Además, con esta victoria, Atenas le arrebató el invicto que poseía la cancha de Boca, que no había perdido en toda la temporada en ese estadio. El 25 de junio, en Córdoba, Atenas se proclamó campeón como local al vencer 99 a 89 y se alzó con su octavo título y el segundo bicampeonato, además se convirtió en el primer club en revertir una final 0 a 2.

...nosotros no éramos los candidatos, pero con un sacrifício impresionante y después de superar enormes adversidades, fuimos entregando cada día un poquito más y tuvimos el temple y la confianza de no dar nunca nada por perdido. Sí, de los siete que tengo, es el título que más disfruté.
Héctor Campana, jugador del club.

#### Temporada 2003-04: tercera Liga Sudamericana y retiro del"Pichi"
En la temporada 2003-2004 disputó la Liga Nacional como campeón vigente; la Copa Argentina e internacionalmente disputó la Liga Sudamericana como campeón argentino. Dentro del plantel, Diego Lo Grippo dejó la institución para seguir su carrera en España. Por otro lado volvió Diego Osella al equipo principal. El entrenador en esta temporada fue Mario Milanesio, quien se sumó tras la negativa de Oscar Sánchez a continuar. El plantel quedó entonces conformado por Héctor Campana, Facundo Sucatzky, Juan Pablo Figueroa, Diego Osella, Diego Brezzo, Andrés Pelussi, Pablo Moya, Alejandro Reinick y Guillermo Lábaque y el extranjero Josh Pittman.
La temporada comenzó en septiembre con la Copa Argentina. Atenas disputó una serie al mejor de dos encuentros ante Tucumán BB como visitante. Ganó el primer juego 87 a 70 y perdió el segundo 75 a 78, avanzando de ronda por la diferencia de puntos al sumar ambos resultados. En la segunda eliminatoria se enfrentó a La Unión de Colón, primero como visitante, donde venció 85 a 79, y luego como local, también con victoria, 99 a 68. En la tercera eliminatoria, la última antes del cuadrangular final, fue emparejado con Regatas de San Nicolás. El primer duelo, en San Nicolás, lo ganó Atenas 69 a 66 y en Córdoba selló su pase a la fase final al imponerse 87 a 68. El cuadrangular final fue en el Polideportivo Carlos Cerutti entre el 26 y el 28 de septiembre. Como local, Atenas arrancó la fase final del torneo con victoria 79 a 67 ante Argentino de Junín, y en el segundo partido le ganó 85 a 76 a Gimnasia de La Plata, para definir el torneo en el tercer partido ante Boca Juniors. El tercer juego fue parejo, siendo muy físico el encuentro al punto tal que Atenas terminó el último cuarto con cuatro jugadores expulsados, situación que hizo mermar el juego del equipo y terminó perdiendo 79 a 83, quedando subcampeón por segundo año consecutivo.
La temporada continuó con la Liga Nacional, donde integró la zona norte. Tras catorce partidos, de los cuales ganó diez, quedó ubicado en la primera posición del grupo, la mejor ubicación de cara a los play-offs para clasificar al Top 4. La primera ronda de los play-offs fue ante Argentino de Junín, el peor de la zona norte. El primer juego, como visitante, fue victoria 93 a 82, mientras que el segundo juego, en Córdoba, lo ganó 104 a 73. En segunda ronda se emparejó con Central Entrerriano, quinto equipo de la zona norte. El primer juego, como visitante, lo ganó con lo justo 84 a 83. Como local logró pasar al Top 4 al ganar 91 a 86. Luego inició la segunda ronda, donde logró dos victorias y dos derrotas hasta que inició el Top 4 en el Estadio Coliseo del Sur, en Rafaela, un torneo todos contra todos entre los cuatro mejores equipos de la primera ronda, del 19 al 21 de diciembre. El primer juego fue ante Obras Sanitarias, el cual ganó 97 a 90. El segundo juego, ante el local Ben Hur, fue nuevamente victoria, 97 a 89, llegando así al último juego con chances de lograr el título. El último juego, ante Boca Juniors, fue revancha de la Copa Argentina y tras una victoria 101 a 92, Atenas logró el título de media temporada.
Ya entrado 2004 el equipo no solo disputó la Liga Nacional sino también la Liga Sudamericana. Con marca de 7-5 en la Liga Nacional desde la reanudación, 9-6 en la segunda ronda de Liga Nacional, Atenas hizo como local en el grupo C de la competencia internacional junto con Minas Tênis Clube de Brasil, Trouville de Uruguay y Provincial Llanquihue, campeón de Chile, del 10 al 12 de febrero. El equipo no contó con Héctor Campana quien estaba lesionado. El primer juego fue ante el equipo chileno, al cual derrotó 89 a 72. En el segundo partido venció al conjunto uruguayo 89 a 77 y así clasificó a la siguiente ronda. El último juego fue ante el equipo brasilero, el otro clasificado, para definir al mejor del grupo. Atenas venció 82 a 68 y quedó como uno de los cuatro mejores de cara a los play-offs. El 1 de marzo Atenas viajó a Venezuela para enfrentar a Marinos de Oriente, equipo contra el cual cayó 106 a 81 en el primer juego de los play-offs. La eliminatoria continuó en Córdoba donde el equipo ganó el segundo partido 91 a 67 y empató la serie, forzando un desempate. El juego definitivo fue 93 a 79 para el equipo "griego" que avanzó de ronda. Las semifinales fueron ante Boca Juniors, con desventaja de cancha, por ello el primer juego fue en Córdoba, donde se impuso 114 a 109, tras ir perdiendo al cabo del segundo cuarto por 17 puntos. El desquite fue en La Bombonerita, donde Boca empató la serie al vapulear 93 a 49, siendo uno de los juegos con menor goleo para el elenco cordobés y una derrota por tanta dferencia. A pesar de ese resultado, Atenas revirtió la serie y venció 92 a 84 en el tercer juego y avanzó a la final. Previo a la final se completó la fase regular de la Liga Nacional, donde Atenas logró 20 victorias en 30 presentaciones; sumado a las 10 victorias en 14 partidos de la primera ronda, el equipo terminó con marca 30-14, quedando tercero y accediendo a los cuartos de final de manera automática. El 6 de abril disputó el primero de los partidos de la final, serie al mejor de cinco juegos, ante Uberlândia de Brasil, en condición de visitante. Atenas llegó al primer encuentro tras un viaje con inconvenientes que le llevaron a tardar un día más en llegar a Brasil, a pesar de ello, el equipo cordobés se impuso por un punto 83 a 82 pero un día más tarde, en el segundo juego, perdió por un punto (86 a 85) y la serie quedó empatada. En Córdoba, el 13 de abril, Atenas ganó el tercer partido 97 a 90 y un día más tarde perdió 104 a 113, en un juego que, a falta de 5 minutos, se volvió violento y los jugadores se empujaron y pelearon. La serie quedó igualada y se definiría en Brasil con el quinto juego. El 20 de abril, en Uberlândia, Atenas comenzó mal el partido y en 4 minutos perdía 11 a 4, pero pudo reponerse y terminó el primer cuarto en empate a 19. En el segundo cuarto mejoró el juego y se lo llevó 27 a 21, gracias a una gran actuación de Josh Pittman. El tercer cuarto fue más peleado pero pudo mantener la ventaja, tal que al inicio del último período esta fuera de 8 puntos. El local pudo empatar el partido en 70 a falta de 3 minutos para finalizar el juego, pero gracias al ingreso de Héctor Campana, que con 7 tantos marcados, hizo que la ventaja fuese nuevamente del "griego" y así el equipo logró vencer 79 a 76. Al finalizar el juego algunos simpatizantes locales arrojaron objetos al equipo argentino durante la premiación, impidiendo así el normal desarrollo de esta.

...fue el campeonato más amargo que logré, porque todo lo que pasó en Córdoba la semana pasada me llenó de vergüenza.
Héctor Campana, jugador del equipo.

Ya con el título sudamericano obtenido solo quedó disputar la Liga Nacional. El 24 de abril disputó el primer juego de la serie de cuartos de final ante Quilmes, con victoria 93 a 78. El segundo partido también lo ganó (92 a 87) y viajó a Mar del Plata con ventaja 2 a 0. El tercer partido lo ganó el equipo marplatense 83 a 75 y descontó la serie, pero el 2 de mayo Atenas se impuso como visitante (86 a 73) y llegó a las semifinales. En semis se enfrentó a Gimnasia de La Plata, el segundo de la fase regular, y por ello disputó la serie con desventaja de cancha. El primer juego, en La Plata, lo ganó el local 94 a 86, en un juego que se definió recién en el último cuarto. El segundo partido lo ganó el "griego" 86 a 79 y empató la serie. Los juegos en Córdoba fueron uno para Atenas, el tercero, 94 a 70, y el cuarto para el equipo platense (79 a 97), definiéndose la serie en quinto juego. El 19 de mayo, en La Plata, el local ganó 85 a 82 y Atenas quedó eliminado.
Terminada la temporada, el 7 de julio de 2004, Héctor Campana oficializó su retiro de la práctica profesional. Días más tarde Atenas anunció que retiraban la camiseta número 5 en su honor. El "Pichi" se retiró con 395 partidos jugados, en 9 temporadas, y habiendo marcado 7946 puntos en Liga Nacional.

#### Años sin títulos: temporadas 2004-05 a 2007-08
En la temporada 2004-2005 el equipo renovó con Mario Milanesio como entrenador, mientras que entre los jugadores, Facundo Sucatzky dejó la institución. El equipo estuvo integrado por Juan Pablo Figueroa, Fernando Funes, Pablo Moya, Diego Osella, Gabriel Díaz, Gabriel Mikulas, Gustavo Martin y los extranjeros Josh Pittman y Mack McGadney, además de los juveniles Gastón Torre, Leonel Schattmann, Bruno Ingrata, Román Medina y Diego Brezzo. El primer torneo de la temporada fue la Copa Argentina, donde en la primera eliminatoria se emparejó con Asociación Mitre de Tucumán. El 27 de agosto, en Tucumán, Atenas comenzó la copa ganando 96 a 86, y un día más tarde repitió victoria, como local, 95 a 86, para poder avanzar de ronda. En la segunda eliminatoria se enfrentó a Regatas Corrientes, primero como visitante, donde ganó 67 a 62, y como local volvió a ganar (89 a 83) y avanzó de ronda. En la tercera ronda se enfrentó a Libertad en busca de acceder al cuadrangular final. Primero se jugó en Sunchales, donde ganó el local 79 a 73, y en el desquite, en Córdoba, nuevamente ganó el equipo sunchalense (80 a 75) y eliminó a Atenas.
La temporada continuó el 29 de septiembre con el comienzo de la Liga Nacional. Tras la primera ronda, Atenas no logró clasificar al Top 4, pues consiguió 9 victorias en 14 partidos. Atenas terminó el año con marca 15 victorias y 7 derrotas, incluyendo un resultado histórico a favor cuando derrotó como local 104 a 56 a Obras Sanitarias. El 22 de febrero, con 23 partidos ya disputados en la segunda ronda de la Liga Nacional, Atenas recibió al Flamengo de Brasil y al colegio La Salle, de Bolivia, y decidió que la el grupo se desarrollara en el Club Banda Norte de Río Cuarto. El equipo no contó con Josh Pittman, quien dio positivo en un control de dopaje por marihuana. El primer juego fue el 22 de febrero ante el elenco boliviano, al cual derrotó ampliamente 93 a 42. En la segunda jornada no jugó pues se enfrentaron los brasileros con los bolivianos y en el último encuentro del grupo jugó ante el elenco brasilero al cual superó 81 a 57 y avanzó a la segunda ronda como mejor del grupo. A falta de pocos partidos para terminar la Liga Nacional, y con Atenas peleando por entrar entre los cuatro mejores, el equipo viajó a Uberlândia para medirse con el mismo equipo al cual derrotó en la final del 2004. El primer partido lo ganó Uberlândia (85 a 68) igual que en Córdoba (99 a 91) para así superar la serie 2 a 0.
Luego de quedar eliminado del torneo continental, disputó juegos claves por la Liga Nacional, donde ganó y terminó en el cuarto puesto por ventaja deportiva ante Conarpesa de Puerto Madryn, ya que ambos quedaron igualados en puntos. Esa posición lo llevó a disputar los cuartos de final con ventaja de cancha, y en esa instancia se enfrentó al equipo madrynense, que había superado previamente a Regatas Corrientes. La serie comenzó el 8 de abril en Córdoba, donde Atenas aprovechó el descanso para recuperar sus jugadores lesionados y se impuso 99 a 81. Dos días más tarde Atenas ganó nuevamente, esta vez 75 a 69, y puso la serie 2 a 0 en su favor. En ese juego se lesionó Gabriel Mikulas, quien había tenido una gran actuación en el juego anterior. En Puerto Madryn Conarpesa hizo valer su localía y ganó el tercer partido 72 a 58 y el cuarto juego 71 a 53 y empató la serie. El quinto y definitivo juego fue en Córdoba el 19 de abril, y el local comenzó ganando el juego, tal es así que terminó el primer tiempo arriba por dos puntos, pero en el segundo tiempo decayó y perdió el tercer cuarto, y a pesar de remontar en el último cuarto, no aprovechó el momento y terminó perdiendo el juego por un solo punto 82 a 83, quedando Atenas eliminado en cuartos de final.
Tras la eliminación, Eder Baralle, presidente del club, se propuso armar un equipo competitivo para la temporada 2005-2006. Marcelo Milanesio declinó ser entrenador del equipo y lo reemplazo Enrique Tolcachier. Entre los jugadores, Diego Osella continuó en la institución, llegando así a su decimoquinta temporada en Atenas. El resto del plantel estuvo integrado por Juan Pablo Figueroa, Lucas Saúl, Fernando Funes, Leonel Schattmann, Diego Prego, Gabriel Mikulas, Diego Brezzo y Pablo Moya entre los nacionales, más los extranjeros Josh Pittman y Demetric Shaw.
En esa temporada Atenas disputó Liga Nacional y Copa Argentina, siendo la copa el primer torneo en disputar. Comenzó el 9 de septiembre disputando una serie a dos partidos ante Quimsa, equipo de la segunda división, en Santiago del Estero con victoria 83 a 64, resultado que le sirvió pues en el segundo juego de la serie, también como visitante, perdió 87 a 89 y logró pasar de ronda por la diferencia de tantos. En la segunda eliminatoria se emparejó con Sionista de Paraná, nuevamente un equipo de la segunda división, al cual enfrentó primero como visitante. En Paraná Atenas perdió 66 a 81, y luego, como local venció 77 a 72, diferencia que no fue suficiente para poder avanzar de ronda y así Atenas quedó nuevamente eliminado en la copa sin poder llegar a la fase final, al igual que la pasada temporada.
Terminada la copa fueron cortados los extranjeros y llegó Jameel Heywood para el comienzo de la Liga Nacional. Atenas participó del partido inaugural cuando visitó a Ben Hur, ante el cual perdió. En la primera ronda de la liga Atenas, que sumó a Thimoty Lee Jones, logró seis victorias en catorce partidos, una marca que no le alcanzó para clasificar al Súper 8, torneo de mitad de temporada. Luego fueron cedidos Pablo Moya y Fernando Funes, En la segunda ronda logró veinte victorias en treinta partidos, marca que lo depositó entre los mejores cuatro equipos y accedió automáticamente a los cuartos de final. El primer juego en la postemporada fue el 14 de abril, en Córdoba, ante Central Entrerriano. La serie al mejor de cinco partidos arrancó con victoria del equipo local 96 a 77, y continuó dos días más tarde con una nueva victoria (100 a 88) que puso la serie 2 a 0 a favor del conjunto cordobés. En Gualeguaychú continuó la serie, y el 21 de abril Central Entrerriano descontó al ganar en un partido peleado 84 a 82, forzando el cuarto juego, también en la ciudad entrerriana, donde el local venció (75 a 65) y llevó la serie a un quinto y definitivo partido. El último juego de la serie de cuartos de final fue el 26 de abril en el Polideportivo Carlos Cerutti, y allí, en casa, Atenas se hizo fuerte y venció 83 a 74 para avanzar a las semifinales. En semifinales se enfrentó a Libertad, el segundo mejor de la fase regular, y por ello comenzó la serie en Sunchales. El primer partido, el 30 de abril, lo ganó claramente el equipo local 104 a 74 y el segundo juego nuevamente lo ganó el equipo sunchalense 85 a 75, quedando la serie 0 a 2 para Atenas, que recibió el tercer juego el 7 de mayo. En ese tercer partido el conjunto "griego" descontó la serie al ganar 83 a 81, en un partido donde fue necesario un tiempo suplementario. El cuarto juego, el 9 de mayo, lo ganó Libertad 79 a 70, eliminando a Atenas.
Terminada la temporada Enrique Tolcachier no llegó a un acuerdo contractual para renovar el cargo y dejó la institución. Esa vacante permitió que el entrenador para la temporada 2006-2007 sea Mario Milanesio, quien regresó a la conducción del primer equipo. El equipo estuvo conformado por Bruno Lábaque, Leonel Schattmann, William Mc Farlan, Terry Taylor, Diego Osella, Fernando Malara, Cristian Romero y Juan Pablo Figueroa. Entre las salidas destacó la de Gabriel Mikulas.
La temporada comenzó con la quinta edición de la Copa Argentina. Para esta edición el torneo cambió de formato y Atenas integró un grupo de cuatro equipos junto con Quimsa, Olimpia de Venado Tuerto y Ciclista Olímpico, y se enfrentó con los rivales dos veces, una en Córdoba y otra visitándolos. Comenzó la copa recibiendo a Olimpia en un encuentro que perdió 89 a 98, y continuó derrotando a Ciclista Olímpico como visitante 95 a 80. Luego cayó visitando a Quimsa 107 a 96, venció visitando a Olimpia 85 a 79, derrotó como local 112 a 67 a Ciclista Olímpico y llegó empatado a la última fecha con Quimsa, a quien debía enfrentar. En ese último partido venció 114 a 93 como local y quedó ubicado en la primera colocación del grupo, accediendo así a la siguiente ronda de la copa. En la segunda ronda se emparejó con Libertad en una serie al mejor de tres partidos, comenzando en Córdoba. Como local perdió 71 a 74 y en Sunchales nuevamente perdió (56 a 71) y quedó eliminado del torneo.
Terminada la copa comenzó la Liga Nacional en octubre, cuando Atenas recibió a Belgrano de San Nicolás. Durante esa primera ronda de la liga Diego Osella igualó, y posteriormente superó a Marcelo Milanesio como jugador con mayor cantidad de partidos en la institución. Tras catorce partidos, donde logró ocho victorias, quedó ubicado tercero de la zona norte y clasificó al Súper 8 del 2006. En ese torneo de media temporada, a eliminación directa, se enfrentó en el primer juego con Ben Hur, segundo en la zona norte, al cual venció 97 a 94 tras un doble suplementario. En las semifinales se emparejó con Boca Juniors, cuarto de la zona sur, en un encuentro que también llegó al tiempo suplementario, pero esta vez perdió (99 a 102) y quedó eliminado del torneo.
Atenas arrancó la segunda ronda con recambio de extranjero, se fue Fred Williams e ingresó David Brooks. Luego fue cortado dicho jugador y el equipo disputó algunas fechas sin esa ficha extranjera, hasta que llegó Terrel Taylor. En febrero, tras la caída en la fecha 20 ante Obras Sanitarias, Mario Milanesio dejó el cargo y lo reemplazó Medardo Ligorria, quien inició su tercer ciclo en el club. El equipo había perdido doce de veinte partidos para aquel entonces y peligraba la clasificación a los play-offs. Finalmente, con cinco victorias en los últimos diez juegos, veintiuna en los cuarenta y cuatro juegos de la fase regular, quedó décimo primero y accedió a los play-offs, pero sin ventaja de localía. En la reclasificación se enfrentó a Quimsa arrancando la serie en Santiago del Estero. El primer partido lo ganó el equipo santiagueño 86 a 71, pero en el segundo Atneas empató la serie al ganar 86 a 84. Como local primero venció 81 a 76, para adelantarse en la serie y luego venció 85 a 84 para cerrar la serie y avanzar de ronda. Como fue el equipo de peor clasificación en la fase regular que pasó a cuartos de final, fue emparejado con Peñarol, el mejor de la etapa previa. La serie comenzó en Mar del Plata con derrota 76 a 86, y dos días más tarde continuó nuevamente con caída (65 a 67). En Córdoba Atenas no pudo revertir la serie y cayó 77 a 84, quedando así eliminado del torneo.
Para la temporada 2007-2008 Medardo Ligorría continuó al mando del primer equipo, el cual integraron Eduardo Spalla, Agustín Thompson, Sebastián Acosta, Bruno Lábaque, Juan Pablo Figueroa, Mauro Bulchi, Diego Osella, Cristian Romero, Damián Collovati, Pablo Orlietti y Leandro Palladino y los extranjeros Erron Maxey y Terrell Taylor. La temporada comenzó con una nueva edición de la Copa Argentina. Integró el grupo 7 junto con Quimsa, Ciclista Olímpico y Alianza Olimpia de Catamarca. El debut fue ante Quimsa como local, encuentro que perdió 79 a 86, y continuó con victoria 76 a 60 sobre Ciclista Olímpico, también en Córdoba. Luego visitó a Quimsa y nuevamente perdió (88-97), y en su visita a Ciclista Olímpico también cayó (90-91) y virtualmente quedó eliminado del torneo con una marca 1-3. Terminó su participación con doble partido ante el equipo catamarqueño, venciéndolo como visitante 92 a 75 y como local, jugando en cancha del Club Unión de Oncativo, porque el Polideportivo Carlos Cerutti estaba ocupado, 87 a 79.
Pasada la Copa arrancó la Liga Nacional, y Atenas participó en la zona norte como de costumbre. Tras seis encuentros, donde solo ganó uno, el entrenador Medardo Ligorria presentó su renuncia y fue reemplazado por Carlos Bualo. Bajo nueva conducción, Atenas logró cinco victorias y tres derrotas, marca que lo dejó fuera del Súper 8 de la temporada. En la segunda ronda, la fase nacional, Atenas mejoró su nivel y logró una marca de diecisiete victorias en treinta partidos, quedando ubicado en la sexta posición y clasificando a la reclasificación. Con ventaja de localía arrancó la serie el 26 de marzo ante Quilmes en el Polideportivo Carlos Cerutti con derrota 70 a 81. Dos días más tarde empató la serie al ganar 91 a 87, y el 2 de abril, en Mar del Plata, Quilmes volvió a vencer (79 a 72). El cuarto juego, el 5 de abril, volvió a ser victoria para el equipo marplatense (78-76) y terminó la temporada del cuadro cordobés. Por primera vez en su historia el equipo no disputó los cuartos de final de la liga.

#### Vuelta de Magnano y noveno título nacional

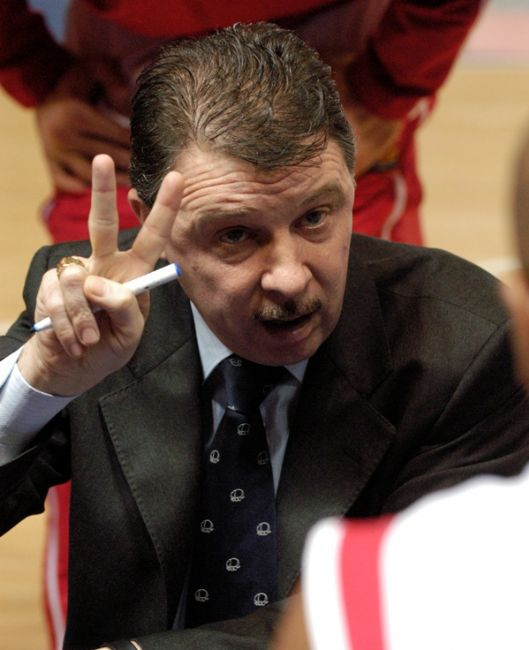
Rubén Magnano volvió al club tras varias temporadas, la última, la temporada 1998-99.

De cara a la temporada 2008-2009, con Felipe Lábaque nuevamente como presidente de la institución, regresa a la dirección técnica Rubén Magnano. Junto con el llegó Leo Gutiérrez, quien fue elegido MVP de la temporada anterior, y Juan Manuel Locatelli, y se les renovó contrato a Juan Pablo Figueroa y a Bruno Lábaque. Más tarde se renovó con Diego Osella y se sumaron los extranjeros Andre Laws y Djibril Kanté. El plantel además contó con Federico Ferrini, Cristian Romero, Bruno Barovero, Juan Cognini y Agustín Thompson.
La temporada comenzó con la séptima Copa Argentina, donde compartió grupo con Echagüe, Sionista y San Martín de Marcos Juárez. Atenas arrasó en el grupo ganando los seis partidos que jugó y accedió a la segunda ronda de la copa, un duelo al mejor de tres ante Libertad, que era vigente campeón argentino y estaba dirigido por Julio Lamas. El primer juego fue en Sunchales, y el segundo y eventual tercero en Córdoba. El juego 1 fue para el equipo griego que venció claramente 108 a 77, y el segundo partido nuevamente lo ganó el equipo de Magnano (68 a 75) y accedió al cuadrangular final. En Bahía Blanca se enfrentó a Peñarol, Boca Juniors y a Quimsa. El primer partido, ante el equipo marplatense comandado por Sergio Hernández, fue victoria 79 a 75. El segundo encuentro, ante el equipo santiagueño, nuevamente fue victoria (92 a 79) y llegó a la definición dependiendo de sí mismo. El último juego definía al campeón, pues si Boca Juniors vencía lograba el título. Atenas fue superior y derrotó al equipo de Oscar Huevo Sánchez 86 a 73, logrando así el primer título de la temporada, y su primer título tras varias temporadas.

Mi propuesta es recuperar la credibilidad y el protagonismo de Atenas. Hace diez años que no lo dirijo. Volví para tratar de que sea un producto de consumo masivo y, si se puede, volver a ganar cosas importantes.
Rubén Magnano, entrenador en esa temporada, tras lograr la Copa Argentina.

Luego vino la Liga Nacional, donde disputó la jornada inaugural en el Polideportivo Cincuentenario de Formosa ante Libertad, en un encuentro en el cual cayó 78 a 57. Esa fue la única derrota que registró el equipo, pues desde ese momento logró 13 victorias de manera consecutiva y clasificó al Súper 8. En ese petit torneo primero se enfrentó con Quimsa, al cual eliminó tras vencerlo 77 a 66, pero en semifinales cayó con Obras Sanitarias (64 a 66) y quedó eliminado.
Terminado el Súper 8 continuó la Liga con la fase nacional donde el equipo alcanzó la marca histórica hasta ese momento de victorias consecutivas en una temporada de Liga Nacional, con 17 victorias, mismo número que había logrado Peñarol en la temporada 1993-1994. La racha se cortó el 10 de diciembre cuando el equipo visitó a Peñarol. No solo logró esa marca sino que también alcanzó 18 victorias como local, racha que fue truncada cuando Regatas Corrientes venció en Córdoba por la fecha 17 de la segunda ronda. Atenas continuó la fase regular sin sobresaltos y terminó primero. Recién sobre el final de la fase regular peligró la primera ubicación, pero con 20 victorias en 30 partidos, que se sumaron a las 13 victorias de la primera ronda, le bastó para colocarlo en zona de cuartos de final de manera automática y darle la ventaja de localía en todas las series de postemporada. En play-offs se enfrentó con Regatas Corrientes, en serie al mejor de cinco, donde el conjunto cordobés comenzó ganando 2 a 0 (91-69 y 77-67) sin embargo en Corrientes se revirtieron los roles y la serie la empató el local tras vencer 80-74 y 80-79. El quinto y definitivo juego fue para el equipo de Magnano claramente 93-69. En semifinales se emparejó con Sionista al cual venció en tres juegos (80-67, 78-67 y 85-79) para así llegar a la final, la primera tras seis años. En la serie definitiva se emparejó con el segundo mejor equipo de la temporada, Peñarol, y los dirigentes griegos lograron cambiar la localía al Orfeo Superdomo, dándole un marco más destacable. Con el estadio lleno en su capacidad de público, 9000 espectadores, Atenas derrotó en el primer juego 69 a 61. El segundo juego fue para el elenco visitante 85-75, y la serie viajó empatada a Mar del Plata.

Creo que fue fundamental que hayamos puesto precios populares.
Algunos podrían especular que fuimos al Orfeo para hacer una diferencia económica, por el contrario bajamos los precios, tampoco creíamos que se llenaría, pero por suerte la gente respondió de modo increíble.
Hemos vendido muy bien las finales y tiene que ver con la respuesta del público. Nunca en los años que llevo como directivo de Atenas me pasó algo semejante como esta vez, te puedo garantizar que fue una temporada extraordinaria con la gente, jugamos todos los partidos en el Ceruti con más de 2000 personas. El quinto juego con Regatas fue increíble, quedo muchísima gente afuera sin poder entrar por capacidad del estadio.
Yo creo que fue fundamental la vuelta de un técnico de la jerarquía de Rubén (Magnano), de Leo Gutiérrez, la identificación con los jugadores locales y la calidad del resto del plantel, tenemos dos de los mejores extranjero de la liga sin dudas.
Felipe Lábaque, presidente de la institución.

Como visitante Atenas se puso en ventaja tras ganar el tercer partido 76-74, y Peñarol empardó al ganar 77-68. El quinto juego, en el Orfeo, lo ganó Atenas 79-76 en tiempo suplementario, y el sexto juego, el 24 de mayo en La Feliz nuevamente venció y llegó a la novena corona en la máxima división nacional.

Creo que nuestro gran paso fue, después de perder en casa venir a Mar del Plata y llevarnos una victoria. Eso fue vital para nosotros. Ahí nos reanimó y nos reforzamos nuevamente, pero yo nunca pensé que en el sexto juego haya semejante diferencia, por fortuna se dio así, pero créanme que esta serie podría haber quedado en manos de cualquiera.
Rubén Magnano, entrenador del equipo.

#### Temporada 2009-10: nuevamente en torneos internacionales
De cara a la temporada 2009-2010 el equipo perdió a Leo Gutiérrez y a Bruno Lábaque pero retuvo a Rubén Magnano. El plantel estuvo conformado por Diego Osella, Juan Pablo Figueroa, Juan Manuel Locatelli, Cristian Romero, los extranjeros Andre Laws, Djibril Kanté y Jayson Wells, y los juveniles Pablo Orlietti, Bruno Barovero, Mauro Comba. La temporada comenzó con la Copa Argentina, donde Atenas logró cinco victorias en seis partidos pero no pudo avanzar de ronda porque empató en la primera posición con Sionista y el desempate favoreció al equipo entrerriano.
La temporada continuó con la Liga Nacional, la cual comenzó en octubre, con Atenas enfrentando a Quimsa en el partido inaugural en el Orfeo Superdomo. El equipo incorporó a Diego Lo Grippo luego de comenzada la fase, y terminó con 9 victorias en 14 partidos y terminó la fase primero en la zona norte, accediendo al Súper 8 de la temporada.
El 6 de diciembre Atenas volvió a los torneos internacionales. Integró el grupo A de la Liga de las Américas junto con Quimsa, Soles de Mexicali de México y Minas Tênis Clube de Brasil, y además hizo de local pues el cuadrangular se disputó en el Polideportivo Carlos Cerutti. En la primera jornada venció al equipo mexicano 89 a 74, pero en el segundo juego perdió con Quimsa 75 a 72 y quedó comprometido para avanzar a la siguiente fase. Quimsa debía perder su tercer partido y luego Atenas, que jugaba en el último turno, debía ganar. Los resultados no se dieron pues el equipo santiagueño venció y logró avanzar de fase, y así Atenas jugó ante el equipo brasilero solo por compromiso. Venció 110 a 85 en su último juego internacional del torneo.
Pasada la participación internacional Atenas cerró el año jugando el Súper 8. Comenzó su participación derrotando a Obras Sanitarias 80 a 66, y luego, previo a la semifinal con Boca Juniors, Rubén Magnano dejó la conducción del equipo por motivos personales, y rápidamente Felipe Lábaque, presidente del club, se reunión con Oscar "Huevo" Sánchez para reemplazarlo. Según el Diario La Nación, hubo un intercambio de palabras entre Felipe Lábaque y Rubén Magnano en el cual el presidente del club le señalaba al entrenador que los métodos de entrenamiento estaban mermando físicamente a los jugadores. Miguel Romano, periodista de dicho diario, más tarde escribió una nota de opinión donde mencionó que dicha versión era posible. El periodista Lucas Cruzado, del diario Clarín también mencionó dicho encuentro como el detonante de la renuncia. Esa noche, en la semifinal ante Boca, Alejandro Lotterio dirigió al equipo que venció 75 a 71 y clasificó a la final. En la final de dicho torneo, también dirigida por Lotterio, Atenas perdió 67 a 74 ante el local.
Ya con el "Huevo" Sánchez en el banco de suplentes, Atenas logró 17 victorias y 7 derrotas, sumó el extranjero Albert White, y quedó ubicado en la segunda posición, que no solo lo clasificó a los cuartos de final de manera directa, sino también al novedoso torneo internacional InterLigas entre equipos argentinos y brasileros. El nuevo torneo internacional lo disputó en el descanso entre la fase regular de la liga y los play-offs, y viajó a Mar del Plata a enfrentarse con Peñarol, equipo organizador del cuadrangular, y los brasileros Franca BC y Minas TC. El primer encuentro fue caída ante Franca BC 76 a 94, el segundo derrota ante Peñarol 64 a 74 y el último encuentro, ante Minas, fue victoria y despedida del torneo.
Tras el breve torneo internacional se enfrentó por los cuartos de final a Regatas Corrientes, serie que comenzó el 16 de abril en Córdoba, y en la cual Atenas arrancó con sus dos bases principales, Juan Pablo Cantero y Juan Pablo Figueroa comprometidos por lesión. Los dos primeros juegos los ganó Atenas 67 a 57 y 83 a 79, pero en Corrientes el local empató la serie al imponerse 76 a 65 y 67 a 65, obligando al quinto y definitorio juego en Córdoba. El griego superó claramente al conjunto remero 81 a 53 y avanzó de fase. En semifinales el equipo fue emparejado con la revelación del torneo, Sionista. La serie comenzó favorable al conjunto cordobés (74 a 66) pero el segundo encuentro fue para el equipo paranaense (93 a 84) y empató la serie. En Paraná Sionista se impuso en el tercer juego (82 a 81) pero el cuarto fue para el visitante (95 a 72) y la serie se definió en Córdoba, donde Atenas volvió a vencer (74 a 72) y clasificó a la final por segunda temporada consecutiva. En la final por el título se enfrentó a Peñarol, equipo que había logrado la mejor ubicación en la fase regular y al que había vencido en la pasada temporada. La serie comenzó en Mar del Plata, donde el local se impuso 82 a 69 y 64 a 60. La serie continuó en Córdoba, donde Atenas, que hizo de local en el Orfeo Súperdomo, venció en el tercer juego 75 a 63 y recortó la diferencia. El cuarto juego lo ganó Peñarol (85 a 74) y en el quinto juego, en la ciudad bonaerense, cerró la final al imponerse 80 a 60 para así lograr el título.

### Década de 2010

#### Temporada 2010-2011; nuevamente finalista
La temporada 2010-2011 comenzó con renovación en el plantel. Oscar "Huevo" Sánchez no continuó en el cargo de entrenador por disposición de la dirigencia, que no renovó su contrato, y fue reemplazado por Sebastián González, quien venía de dirigir en la segunda división a 9 de Julio de Río Tercero. El plantel estuvo integrado por Diego Gerbaudo, Juan Manuel Rivero, Matías Lescano, Miguel Gerlero, Mariano García, Matías Bortolín, Tomás Acosta, Bruno Barovero, Felipe Pais y los extranjeros Jason Osborne, Elton Tyler y James Williams.
La temporada comenzó con la disputa de la Copa Argentina, última edición que se disputó. A diferencia de ediciones anteriores, esta copa fue programada con enfrentamientos de eliminación directa. La primera ronda fue ante Adelante de Reconquista y Atenas comenzó ganando la serie como local 82 a 59. En cancha de Adelante se impuso nuevamente (72 a 50) y avanzó de ronda. En la segunda eliminatoria se enfrentó a 9 de Julio de Río Tercero, primero como visitante, donde ganó 72 a 56, y luego como local, donde avanzó de fase al ganar 76 a 72.
 La tercera eliminatoria, donde se definía el pasaje al cuadrangular final, fue ante Quimsa. El primer partido, en Santiago del Estero, fue para el local 86 a 69, luego como local empató la serie al imponerse 84 a 58, pero en el juego definitivo perdió 71 a 78 y quedó eliminado del torneo.
Antes del comienzo de la Liga Nacional Osborne dejó el equipo y fue reemplazado por Jeremiah Wilson, mientras que también se sumó Roberto Gabini. También en ese momento se especuló con la vuelta de Fabricio Oberto al club, quien finalmente pasó a la NBA. Atenas comenzó con el pie izquierdo la temporada pues se lesionó Gabini y tuvieron que buscarle reemplazo, contratando al extranjero Asim McQuenn. Luego McQuenn fue cortado. En ese mismo año se hicieron avances en cuanto al tema del estadio propio. El equipo terminó tercero en la zona norte con 9 victorias y 7 derrotas, accediendo así al Torneo Súper 8. Además se sumó Greg Lewis.
En el Súper 8, disputado en el Polideportivo Cincuentenario de Formosa, entre el 16 y el 19 de diciembre, Atenas se emparejó con Obras Sanitarias, segundo de la zona sur, al cual derrotó 82 a 73. En semifinales se enfrentó a Libertad, segundo de la zona norte, al cual venció 86 a 60. La final fue ante Peñarol, el mejor de la zona sur y vigente campeón nacional, y Atenas fue superior (92 a 85) y logró el título de media temporada.
La continuidad de la liga fue pareja y Atenas quedó cuarto, accediendo al Interligas y a cuartos de final de manera automática tras ganar un desempate ante La Unión de Formosa. En el Interligas Atenas jugó sin Bruno Lábaque y sin Greg Lewis en Brasil, donde ganó el primer partido, ante Franca BC, 77 a 58. En el segundo partido venció a Libertad 76 a 74 y llegó al tercer juego con chances de avanzar de ronda. El tercer juego, ante Pinheiros, fue peleado pero terminó en derrota y así el equipo quedó fuera de competencia.
Antes de comenzar los cuartos de final de la Liga Nacional, el equipo sumó a Alejandro Zilli en recambio del lesionado Diego Ortiz, pero la organización no aceptó el recambio. La serie fue ante La Unión de Formosa, con ventaja de localía. Los dos primeros juegos fueron victorias (74 a 56 y 76 a 73) y la serie continuó en Formosa. El tercer juego lo ganó el equipo formoseño (66 a 52) pero el cuarto juego lo ganó el equipo "griego" 75 a 63 y avanzó a semifinales. En semifinales se enfrentó a la revelación, Quimsa, que llegó desde la reclasificación y en el camino dejó al mejor equipo de la fase regular, Obras Sanitarias. La semifinal arrancó en Córdoba donde el local venció en los dos juegos (76 a 56 y 72 a 60). El tercer juego, en Santiago del Estero, nuevamente lo ganó el equipo cordobés (89 a 82) y accedió a la final por tercer año consecutivo, y por tercera vez en su historia, antes lo había logrado en los períodos 1987-1990 (cuatro finales consecutivas) y 1997-98 a 1999-2000.

Lo hablábamos recién con “el Lobo” (NdR. Gustavo Fernández, su asistente). Nadie se imaginaba estar en una final: con los cambios de jugadores, con entrenador debutante, con pibes muy talentosos que no habían tenido posibilidades y con Bruno (NdR. Lábaque) que no venía de una buena temporada. Con “el Lobo” nos salió con total sinceridad: “¿Vos te lo imaginabas?”. “No”, dijo uno. “Yo tampoco”, nos respondimos.
Sebastián González, entrenador del equipo.

La final, ante Peñarol, arrancó en Mar del Plata con clara victoria del local 95 a 64. El segundo juego también fue para el que era vigente campeón (82 a 66) y la serie continuó en Córdoba, donde Atenas cambió su localía al Orfeo Superdomo. Allí ganó 73 a 69 el tercer juego pero perdió el cuarto 59 a 86. El quinto partido, en la ciudad bonaerense, fue para Peñarol (89 a 83) y así Atenas fue subcampeón nuevamente.

#### Temporada 2011-2012; nueva participación internacional y fuera de los cuartos de final por segunda ocasión
Para la temporada 2011-2012 el equipo renovó con Sebastián González como entrenador y continuaron Bruno Lábaque, Juan Manuel Rivero y Miguel Gerlero, sumó a Facundo Sucatzky, Matías Lescano, Mariano García y los extranjeros Marcus Melvin, Elton Tayler y Rubén Garcés. Si bien en esta temporada, por resultados deportivos, le correspondía disputar la Liga de las Américas 2012, el club desistió de esto pues, según comentó Felipe Lábaque, «si participás del primer cuadrangular, tenés que gastar 15 000 dólares. Esa es una cifra que preferimos usar en otra cosa y no poner en riesgo a nuestros jugadores. Por eso, es la tercera vez que desistimos de participar», «no vamos a jugar ese campeonato, porque significa gastar un montón de plata para participar de algo que no clasifica a nada.» Ante ese marco, el equipo disputó la Liga Nacional y la Liga Sudamericana.
La temporada comenzó con la Liga Nacional y tras disputar unos partidos de ésta, el 3 de noviembre, organizó uno de los cuadrangulares del torneo continental. El grupo C contó con la participación de Flamengo de Brasil, UTE de Ecuador y Boston College de Chile. El primer juego fue ante el equipo chileno, con caída 73 a 76. En el segundo encuentro derrotó al equipo ecuatoriano 120 a 82 y en la tercera fecha definió ante Flamengo el primer puesto del grupo. Como Atenas venció (83 a 74), logró avanzar de ronda y ganar su grupo. El club aprovechó el marco de ese torneo para anunciar el retiro de la camiseta número 11 en honor a Diego Osella.
Pasado el torneo cerró la primera fase, donde logró 5 victorias en 14 juegos y no accediendo al Súper 8 de la temporada, y a pesar de la invitación recibida, el club decidió no participar del torneo. Además recambió los extranjeros, incorporando a Sam Clancy, Jr. y a Delonte Holland. La segunda ronda el equipo no logró victorias en las cuatro primeras presentaciones, llegando a ocho derrotas consecutivas, y el entrenador Sebastián González fue reemplazado por Néstor «Che» García. La fecha de cese fue el 4 de diciembre, cinco días más tarde Atenas volvió a ganar al vencer a Sionista de Paraná. El equipo logró seis victorias consecutivas antes del receso estival y cerró el año con una marca de 11 victorias en 24 partidos en Liga Nacional. Comenzado 2012 el equipo logró una marca 5-3 en enero, y el primero de febrero retomó la competencia continental. La fase final, organizada por Obras Sanitarias en Buenos Aires, estuvo integrada por dos triangulares, las semifinales y la final. Atenas compartió su triangular con Flamengo de Brasil, al cual ya había enfrentado, y con Pinheiros de Brasil. El primer encuentro fue ante Pinheiros, al cual derrotó ajustadamente 65 a 63 y definió el primer puesto del grupo ante Flamengo, contra el cual cayó 68 a 71. En semifinales se enfrentó con Obras Sanitarias, dirigido por Julio Lamas, y perdió por diez puntos (58 a 68), debiendo así disputar el juego por el tercer lugar, ante UniCEUB Brasília, donde nuevamente fue derrotado (75 a 76) y quedó fuera del podio.
Con solo la Liga Nacional por delante, el club logró una marca de 16-14 en la segunda ronda, sumando los resultados de la primera ronda quedó décimo y debiendo disputar la reclasificación con desventaja de cancha. El equipo quedó con los extranjeros Marcus Melvin, Ryan Humprey y Jaime Lloreda, y en ese marco, comenzó los play-offs contra con Regatas Corrientes, contra el cual cayó como visitante 66-73, 81-86 en tiempo suplementario, y previo al partido como local, el escolta Matías Lescano sufrió una lesión y fue baja. En Córdoba el equipo perdió 60-71 y así como en la temporada 2007-2008, el equipo no accedió a los cuartos de final del torneo, siendo entonces la segunda vez que no avanzó a esa instancia.

La sensación es que no hicimos un plantel para estar en el décimo puesto, pero la verdad es que pocas veces contamos con el equipo completo y mostramos mucha irregularidad a lo largo de la Liga.
La verdad no sé qué nos pasa en esta temporada. Empezamos con el mismo técnico con el que llegamos a la final la temporada anterior con la esperanza de repetir, pero no se dio.
Cambiamos de entrenador. Con García tuvimos 8 victorias al hilo y después nos caímos de nuevo. Creo que fue un conjunto de cosas, no tengo nada que recriminarle a Sebastián González, sí que le faltó un poco de carácter para con el grupo.
Tuvimos que cambiar un montón de extranjeros, hecho inédito.
Felipe Lábaque, presidente del club en 2012.

#### Temporada 2012-2013; la vuelta de Oberto y nuevamente en mitad de tabla

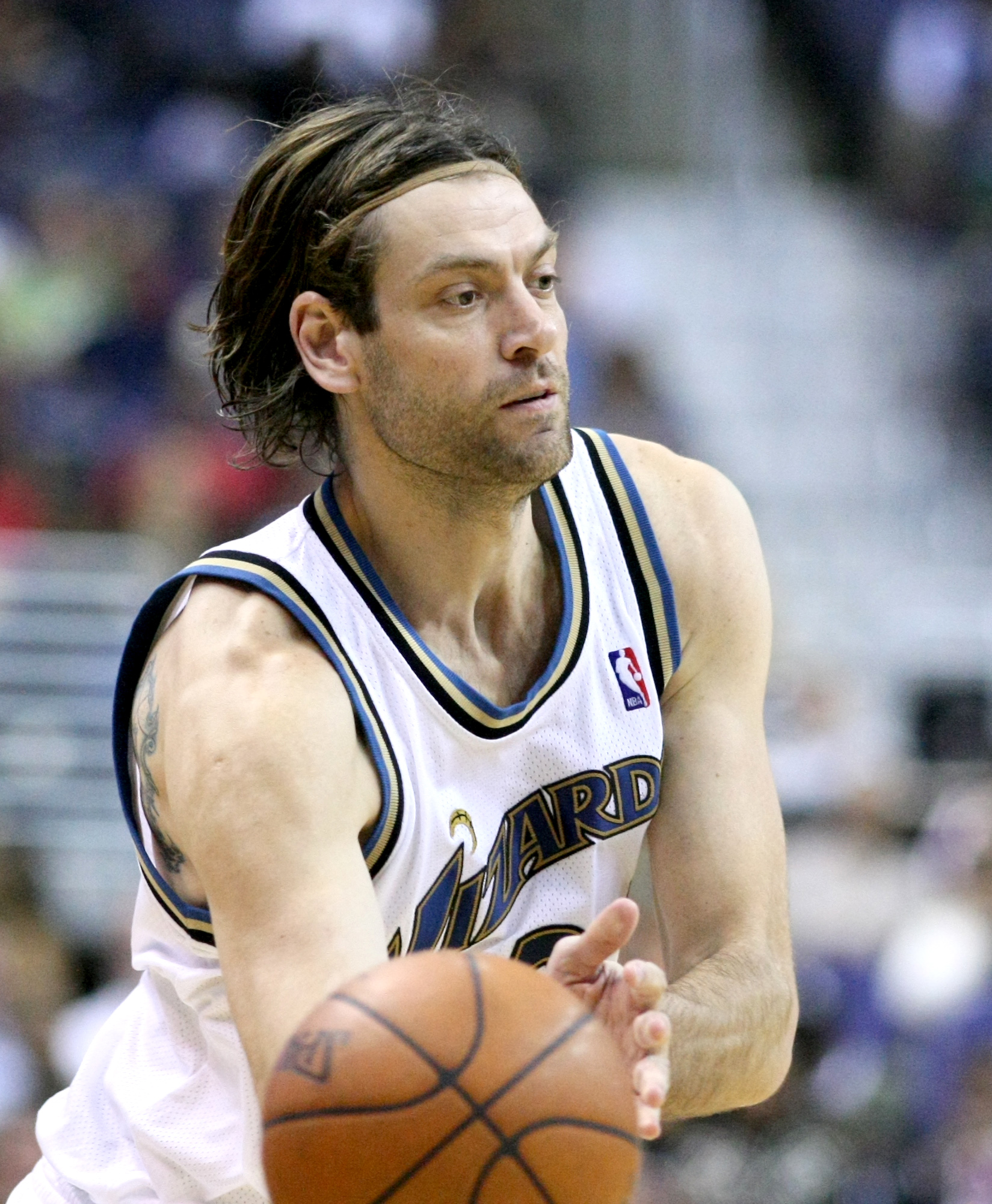
Fabricio Oberto volvió a vestir la camiseta griega durante esta temporada.

De cara a la temporada 2012-2013 el club solo disputó la Liga Nacional. El «Che» García dejó el club y lo reemplazó Alejandro Lotterio, que venía de dirigir a Barrio Parque, equipo que disputaba el Torneo Federal de Básquetbol, y también fue asistente de Rubén Magnano. El equipo se conformó con Bruno Lábaque, Javier Bulfoni, Diego Guaita, Julián Aprea, Mariano Fierro, Alexis Elsener, Hernán Colli y Román González, más el único extranjero Robert Hornsby. Atenas arrancó la temporada ganando pero fue irregular en la primera ronda, y sumado a las lesiones de Román González y Bruno Lábaque, logró seis victorias y ocho derrotas, quedando fuera del Súper 8. En la segunda ronda el andar no varió, e incluso fue cortado Román González por bajo rendimiento. Por otro lado, el equipo contrató a Djibril Kanté y además volvió a la práctica Fabricio Oberto.
La vuelta de Oberto se dio en el marco de la fecha 21, cuando Atenas marchaba con 11 victorias en 20 encuentros. El equipo terminó con una marca 16-14, quedando octavo y emparejado ante Sionista de Paraná de cara a la postemporada. Previo ello, Alejandro Lotteiro fue cortado y reemplazado por Martín López. La serie de reclasificación comenzó el 13 de marzo cuando Atenas venció, como local, 78 a 64. Dos días más tarde venció 83 a 67 y la serie continuó en Paraná, donde el local recortó al vencer 72 a 64 y luego empató la serie al vencer 87 a 77. El quinto y último juego, en Córdoba, lo ganó Atenas 68 a 67 y avanzó a cuartos de final. En la segunda ronda de eliminatorias se emparejó con Lanús, el segundo mejor equipo de la fase regular. En la provincia de Buenos Aires el griego cayó 73 a 61 y 70 a 68. El tercer juego de la serie fue en Córdoba, donde nuevamente perdió (64 a 73) y así cerró su participación en esta nueva temporada.

#### Temporada 2013-2014, con Mario y Marcelo Milanesio en el banco y Herrmann en la cancha

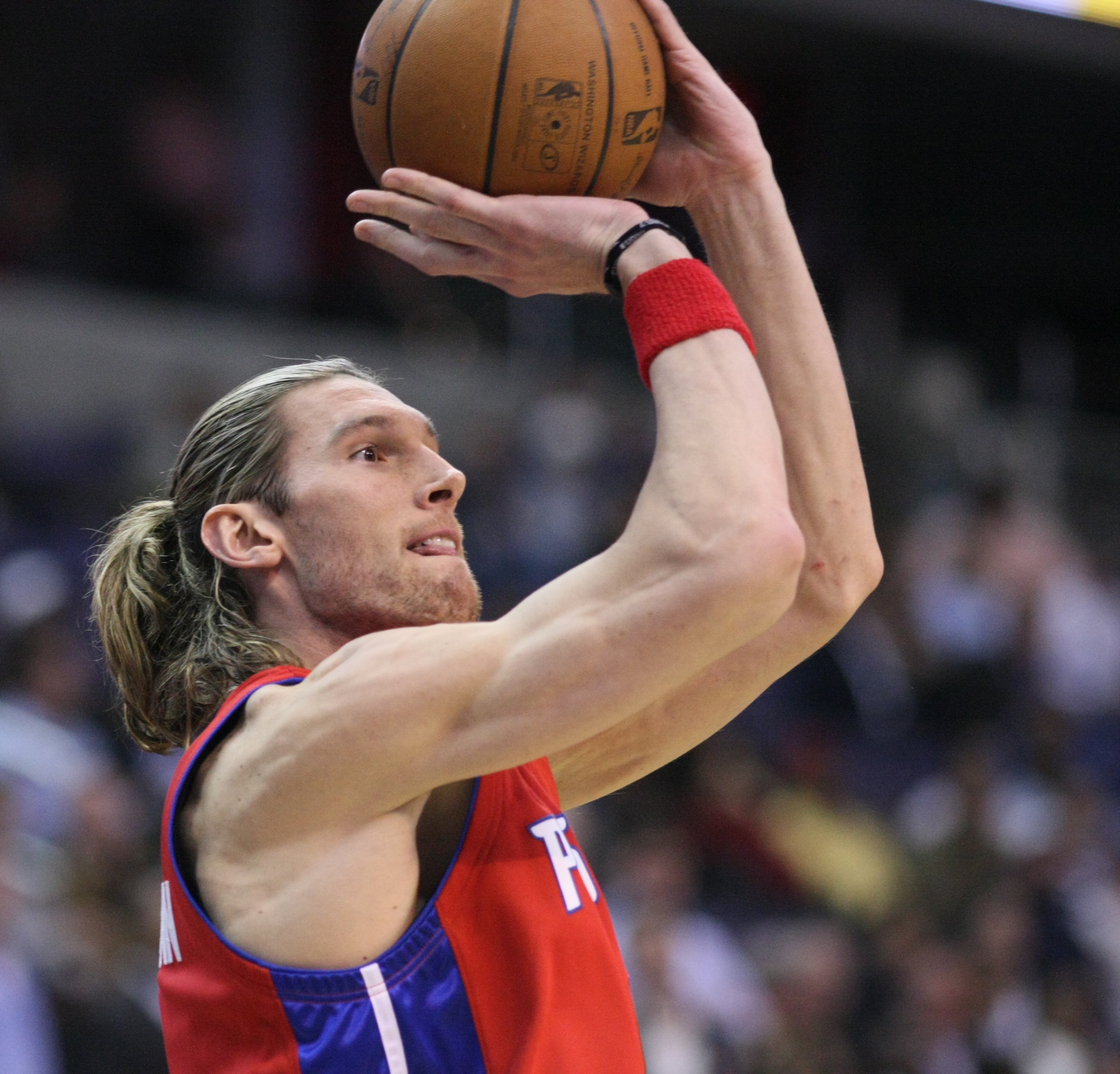
Walter Herrmann volvió al club tras 11 años.

De cara a la temporada 2013-2014 y producto de una expansión de 16 a 20 equipos, la Asociación de Clubes decidió suspender los descensos por esta y la siguiente temporada. La decisión no fue acompañada por la dirigencia del conjunto griego. Dentro del plantel, el equipo presentó a Mario Milanesio como entrenador principal y a Marcelo Milanesio como asistente, mientras que el plantel, integrado por Bruno Lábaque, Matías Lescano, Alexis Elsener, Mariano Fierro y Diego Guaita fue reforzado con la llegada de Walter Herrmann, Juan Brussino, Nicolás Zurschmitten y los extranjeros Greg Lewis y James Williams, mientras que destacó la no continuidad de Fabricio Oberto, quien se retiró definitivamente. El equipo tuvo un buen andar en la primera ronda y logró nueve victorias en catorce encuentros, quedando segundo y accediendo al Súper 8. A pesar de ello Mario Milanesio dejó el cargo de entrenador el 16 de diciembre, previo al torneo de media temporada. Se hizo cargo de la dirección Martín "Polo" López y el equipo viajó a Mendoza para disputar el Súper 8. En primera ronda eliminaron a Quilmes de Mar del Plata tras vencer 91 a 74, pero luego cayeron ante Quimsa 84 a 92 y quedaron eliminados. Pasado el torneo Atenas oficializó a Marcelo Arrigoni como entrenador en dupla con Martín López. En febrero de 2014 el "Polo" López dejó su cargo y Arrigoni quedó como el entrenador principal del equipo. Concluida la fase regular con quince victorias en treinta partidos, el equipo quedó quinto y fue el mejor equipo clasificado a la reclasificación, donde se enfrentó al duodécimo, Quimsa. El primer partido de la postemporada fue victoria del equipo santiagueño, que como visitante se impuso 90 a 78, mientras que el segundo encuentro fue para el local (91 a 88) y la serie continuó en Santiago del Estero. Como visitante Atenas cayó en los dos partidos (84 a 86 y 73 a 82) y quedó eliminado del torneo.

#### Temporadas 2014-15 a 2016-17, de cuartos de final a estar fuera de play-offs
Para la temporada 2014-2015 se renovó el vínculo con Marcelo Arrigoni como entrenador y dentro del plantel estuvieron Bruno Lábaque, Gabriel Mikulas, Juan Manuel Rivero, Luciano González, Fernando Malara, Diego Lo Grippo, Juan Manuel Torres, y los juveniles Álvaro Merlo, Agustín Mas Delfino, Nicolás Svoboda, Cristian Rossini. También estuvieron Demian Filloy y Matías Bortolín. Atenas solo participó en la Liga Nacional, donde en primera ronda integró la zona norte. Con apenas cuatro partidos disputados, de los cuales solo ganó uno, Marcelo Arrigoni dejó la dirección del equipo y fue reemplazado por Pablo D'Angelo. Bajo la conducción de D'Angelo el equipo logró una marca 5-8 y el 27 de noviembre de 2014 el entrenador fue despedido y reemplazado por Gustavo Miravet. Atenas terminó la primera ronda con una marca 7-11, quedando fuera del Súper 8. En segunda ronda el equipo mejoró su actuación y cosechó 24 victorias en 34 presentaciones, actuación que lo ubicó cuarto en la zona norte de cara a los play-offs. En la postemporada quedó emparejado con Estudiantes Concordia en la primera ronda, al cual enfrentó con ventaja de localía. En los dos primeros juegos venció 84 a 79, en tiempo suplementario, y 88 a 76 y viajó a Concordia con ventaja. En Entre Ríos el local descontó 83 a 68 en el tercer juego pero Atenas venció en el cuarto encuentro (82 a 71) y pasó de ronda. En cuartos de final se enfrentó con Quimsa, el mejor de la zona norte, y arrancó la serie perdiendo los dos juegos jugados en Santiago del Estero, primero 84 a 97 y luego 80 a 84. En Córdoba Atenas descontó (67 a 65) pero no alcanzó pues el cuarto juego lo ganó "la fusión" (75 a 74) y así terminó la temporada para el conjunto "griego".
Para la temporada 2015-16 volvieron los descensos, ya con veinte equipos en la máxima división. El plantel griego estuvo conformado por Bruno Labaque, Diego Gerbaudo, Luciano González, Juan Manuel Rivero, Diego Lo Grippo, Gabriel Mikulas, Juan Manuel Torres, los sub-23 Mauricio Corzo y Robert Sampson, también extranjero, los juveniles Agustín Mas Delfino, Franco Baralle, Jonathan Basualdo, Mateo Chiarini, Lautaro Mare, Agustín Pautasso, Mateo Battistino y Leonardo Lema, más el extranjero mayor Omar Reed. El entrenador continuó siendo Gustavo Miravet. Atenas comenzó la temporada disputando la zona norte, que compartió con otros nueve equipos. En total fueron dieciocho enfrentamientos, de los cuales solo ganó tres, quedando claramente último de la zona. Durante la segunda ronda el equipo logró tres victorias en seis presentaciones durante la continuidad del torneo, y durante el descanso estival el entrenador fue despedido y fue reemplazado por Carlos Romano. Bajo el mando del nuevo entrenador el equipo cosechó veintitrés victorias en treinta y ocho presentaciones, pero por el mal arranque de temporada no pudo acceder a los play-offs, quedando octavo en la zona norte.
Para la temporada 2016-17 el equipo contrató a Adrián Capelli como entrenador y a los jugadores Bruno Lábaque, Mateo Chiarini, Diego Lo Grippo, Gabriel Mikulas, Diego Gerbaudo, Juan Manuel Torres, Mateo Battistino, Leonardo Lema, y los extranjeros Walter Baxley y Kyle Lamonte. Con solo cuatro partidos disputados, cuatro derrotas, Capelli dejó el cargo de entrenador y fue reemplazado momentáneamente por Gustavo Rossotto, quien luego dejaría su lugar a Gustavo Miravet. El cambio de entrenador no logró cambiar la marcha del equipo, que tras 18 partidos quedó en la penúltima ubicación de la zona norte con solo 6 victorias. En el medio de esta fase Kyle Lamonte dejó el equipo y fue reemplazado por Pete Mickeal. Continuó la temporada disputando partidos nuevamente contra los equipos de la conferencia norte así como contra los de la conferencia sur, y terminó el año con una marca de 10 victorias y 13 derrotas. Tras el descanso estival el equipo continuó con presentaciones irregulares, tal es el caso que Mickeal fue reemplazado por el canadiense Kevin Thomas, mientras que el «zurdo» Miravet dejó la conducción del equipo y lo reemplazo Carlos Romano. Finalmente Atenas concluyó la temporada con 23 victorias en 56 partidos, ubicándose en la octava posición de la conferencia y fuera de los puestos de play-off. Concluida la temporada se produjo el retiro de Bruno Lábaque, quien vistió la camiseta griega en 920 partidos.

### Década de 2020

#### Torneos en la actualidad
Tras haber salvado la categoría en la pasada temporada, Atenas encaró la temporada 2021-2022 contratando a Sebastián Saborido como entrenador principal. El nuevo entrenador se refirió a su nuevo puesto como «un orgullo y una tremenda responsabilidad por todo el contexto que rodea al equipo más ganador de la Liga Nacional. Segundo, a nivel personal uno como entrenador busca en su proyección mental tener la chance de llegar a un equipo importante».
En mayo de 2023 y luego de una larga agonía, Atenas de Córdoba, descendió de categoría ante el San Lorenzo de Almagro. 

#### Temporada 2023-2024
Luego de atravesar una temporada en La Liga Argentina, la segunda división, vuelve a la primera categoría luego de vencer a Racing de Chivilcoy en la serie final por 3-2, de la mano de Gustavo Peirone como entrenador.

#### Temporada 2024-2025
En su vuelta a la máxima división nacional de clubes, finalizó la temporada en la duodécima posición, con 19 victorias y 19 derrotas. En la reclasificación a los playoffs, cayó por 3-0 frente a Obras Sanitarias.

## Instalaciones

### Estadios
Gimnasio Corazón de María
Durante las primeras temporadas en la máxima división nacional, el equipo utilizó el Gimnasio Corazón de María, un estadio multipropósito propiedad del colegio Corazón de María ubicado en la calle Jerónimo Cortez n.° 460 y con capacidad para 2000 espectadores.
Polideportivo Municipal Carlos Cerutti
Actualmente el equipo principal utiliza el Polideportivo Municipal Carlos Cerutti, propiedad del municipio de Córdoba. El estadio está ubicado en la calle Pinzón n.º 1950 y tiene una capacidad para 3730 espectadores, distribuida en 1230 plateas y 2500 populares.[cita requerida]
Estadio Estructuras Pretensa-Atenas
La institución construyó un estadio propio ubicado en el mismo sitio que está emplazada la sede social del club el cual fue inaugurado en mayo de 2024 con un recital de Abel Pintos. El mismo cuenta con una capacidad para 3500 espectadores (todas plateas) para basquetbol y 6000 espectadores para recitales. El club continúa negociando con los propietarios de 2 viviendas ubicadas en uno de los costados del estadio la compra de las mismas para poder ampliar la capacidad.

## Uniforme
A lo largo de su historia, Atenas ha sido patrocinado por Topper, Run Up, team foot, TBS, Puma, Nike, RSP, Peak y Adhoc. Actualmente viste la marca MC3.
Primer Uniforme: Verde con detalles en blanco
Segundo Uniforme: Blanco con detalles en Verde

## Rivalidades
Actualmente Atenas mantiene una rivalidad deportiva con Instituto por ser ambas instituciones cordobesas. El primer enfrentamiento entre ambos equipos en la órbita nacional se dio en la temporada 1985, cuando ambos integraron la primera edición de la Liga Nacional. En 1986 Instituto descendió y no volvió a aparecer en la primera división hasta su ascenso en 2015. El historial entre ambos equipos está 5 a 11 en favor del equipo de «la gloria» en Liga Nacional. En el Torneo Súper 20 el historial está 3 a 3. En total de encuentros en ambas competencias Instituto está 14 a 8 a favor.
También posee una gran rivalidad desde el inicio con Ferro de Buenos Aires ya que fueron ambos grandes animadores de las primeras ediciones de la Liga Nacional, y fue considerado el primer clásico de la misma. Otras rivalidades son con Boca Juniors, incluso donde se han cruzado en varias finales de diferentes torneos. Por último, también tiene rivalidad con Peñarol ya que son los dos clubes importantes, laureados e históricos de la Liga, siendo los dos de más participaciones y con varias finales de Liga y diversos torneos entre sí.

## Datos del club

### Datos en competencias
| En torneos nacionales - Temporadas en primera división: 36 (1985-2023) - Mejor puesto en la liga: 1.º (1987, 1988, 1990, 1991-92, 1997-98, 1998-99, 2001-02, 2002-03, 2008-09) - Otro puesto en la liga: 2.º (1985, 1989, 1992-93, 1995-96, 1999-2000, 2009-10, 2010-11) - Peor puesto en la liga: 20.º (de 20, en 2022-23, perdió el play-off del descenso) - Participaciones en copas nacionales: - Torneo Súper 20: 3 (todas, desde 2017) - Mejor puesto: eliminado en octavos de final(2017 y 2018) - Copa Argentina: (todas, 2002 a 2010) - Mejor puesto: campeón (2008) - Torneo Súper 8: 5 (2006, 2008, 2009, 2010, 2013) - Mejor puesto: campeón (2010) - Torneo Súper 4: ninguna - Torneo Top 4: 2 (2001-02 y 2003-04) - Mejor puesto: campeón (2003-04) - Torneo Copa de Campeones: 4 (todas, 1997 a 2000) - Mejor puesto: campeón (1998 y 1999) - Temporadas en segunda división:1 (2023-2024) - Mejor puesto en la liga: 1° (campeón) (2023-24), | En torneos mundiales - Participaciones en el Open McDonald's: 1 (1997) - Mejor ubicación: 3.º En torneos continentales - Participaciones en BCLA: 0 - Participaciones en LdA: 2 (2009-10 y 2019) - Mejor puesto: eliminado en semifinales - Participaciones en LSB: 9 (1997, 1998, 1999, 2000, 2001, 2003, 2004, 2005, 2011) - Mejor puesto: campeón (1997, 1998 y 2004) - Participaciones en Campeonato Panamericano: 4 (1993, 1994, 1996 y 1997) - Mejor puesto: campeón (1996) - Participaciones en Sudamericano de Clubes Campeones: 7 (1988, 1989, 1991, 1993, 1994, 1995 y 2002) - Mejor puesto: campeón (1993 y 1994) - Participaciones en Torneo Interligas: 2 (2010 y 2011) - Mejor puesto: fase de grupos |

### Detalle histórico por temporada
| 1985      | LNB                              | subcampeón (de 16 equipos, 24 PG — 12 PP)                              |
| 1986      | LNB                              | 3.º (de 16 equipos, 22 PG — 17 PP)                                     |
| 1987      | LNB                              | campeón (de 16 equipos, 27 PG — 10 PP)                                 |
| 1988      | LNB                              | campeón (de 16 equipos, 30 PG — 8 PP)                                  |
| 1988      | Sudamericano de Clubes Campeones | subcampeón                                                             |
| 1989      | LNB                              | subcampeón (de 16 equipos, 26 PG — 13 PP)                              |
| 1989      | Sudamericano de Clubes Campeones | 4.º                                                                    |
| 1990      | LNB                              | campeón (de 14 equipos, 29 PG — 8 PP)                                  |
| 1990-91   | LNB                              | 4.º (de 14 equipos, 27 PG — 20 PP)                                     |
| 1990-91   | Sudamericano de Clubes Campeones | subcampeón                                                             |
| 1991-92   | LNB                              | campeón (de 14 equipos, 39 PG — 11 PP)                                 |
| 1992-93   | LNB                              | subcampeón (de 16 equipos, 39 PG — 20 PP)                              |
| 1992-93   | Sudamericano de Clubes Campeones | campeón                                                                |
| 1993-94   | LNB                              | 4.º (35 PG — 19 PP)                                                    |
| 1993-94   | Sudamericano de Clubes Campeones | campeón                                                                |
| 1993-94   | Panamericano de Clubes           | subcampeón                                                             |
| 1994-95   | LNB                              | 3.º (de 16 equipos, 35 PG — 17 PP)                                     |
| 1994-95   | Sudamericano de Clubes Campeones | 5.º                                                                    |
| 1995-96   | LNB                              | subcampeón (de 16 equipos, 38 PG — 19 PP)                              |
| 1996-97   | LNB                              | 3.º (de 16 equipos, 35 PG — 17 PP)                                     |
| 1996-97   | Panamericano de Clubes           | campeón                                                                |
| 1996-97   | Liga Sudamericana de Clubes      | campeón                                                                |
| 1996-97   | Copa de Campeones                | 3.º                                                                    |
| 1997-98   | LNB                              | campeón (de 16 equipos, 43 PG — 13 PP)                                 |
| 1997-98   | Panamericano de Clubes           | subcampeón                                                             |
| 1997-98   | Open McDonald's                  | 3.º                                                                    |
| 1997-98   | Liga Sudamericana de Clubes      | campeón                                                                |
| 1998-99   | LNB                              | campeón (de 16 equipos, 31 PG — 13 PP)                                 |
| 1998-99   | Copa de Campeones                | campeón                                                                |
| 1998-99   | Liga Sudamericana de Clubes      | eliminado en cuartos de final                                          |
| 1999-2000 | LNB                              | subcampeón (de 16 equipos, 24 PG — 6 PP)                               |
| 1999-2000 | Copa de Campeones                | campeón                                                                |
| 1999-2000 | Liga Sudamericana de Clubes      | subcampeón                                                             |
| 2000-01   | LNB                              | 2.º (de 16 equipos, 23 PG — 7 PP)                                      |
| 2000-01   | Copa de Campeones                | subcampeón                                                             |
| 2000-01   | Liga Sudamericana de Clubes      | eliminado en semfinales                                                |
| 2001-02   | LNB                              | campeón (de 16 equipos, 31 PG — 13 PP)                                 |
| 2002-03   | LNB                              | campeón (de 16 equipos, 22 PG — 8 PP)                                  |
| 2002-03   | Sudamericano de Clubes Campeones | -                                                                      |
| 2002-03   | Copa Argentina                   | subcampeón                                                             |
| 2003-04   | LNB                              | 3.º (de 16 equipos, 20 PG — 10 PP)                                     |
| 2003-04   | Liga Sudamericana de Clubes      | campeón                                                                |
| 2003-04   | Copa Argentina                   | subcampeón                                                             |
| 2004-05   | LNB                              | 4.º (de 16 equipos, 17 PG — 13 PP)                                     |
| 2004-05   | Copa Argentina                   | eliminado en primera fase                                              |
| 2004-05   | Liga Sudamericana de Clubes      | eliminado en cuartos de final                                          |
| 2005-06   | LNB                              | 3.º (de 16 equipos, 20 PG — 10 PP)                                     |
| 2005-06   | Copa Argentina                   | eliminado en primera fase                                              |
| 2005-06   | Súper 8                          | eliminado en semfinales                                                |
| 2006-07   | LNB                              | 11.º (de 16 equipos, 13 PG — 17 PP)                                    |
| 2006-07   | Copa Argentina                   | eliminado en segunda fase                                              |
| 2007-08   | LNB                              | 6.º (de 16 equipos, 17 PG — 13 PP)                                     |
| 2007-08   | Copa Argentina                   | eliminado en primera fase                                              |
| 2008-09   | LNB                              | campeón (de 16 equipos, 20 PG — 10 PP)                                 |
| 2008-09   | Copa Argentina                   | campeón                                                                |
| 2008-09   | Súper 8                          | eliminado en semfinales                                                |
| 2009-10   | LNB                              | subcampeón (de 16 equipos, 22 PG — 8 PP)                               |
| 2009-10   | Copa Argentina                   | eliminado en primera fase                                              |
| 2009-10   | Súper 8                          | subcampeón                                                             |
| 2009-10   | Liga de las Américas             | eliminado en primera fase                                              |
| 2009-10   | InterLigas                       | eliminado en primera fase                                              |
| 2010-11   | LNB                              | subcampeón (de 16 equipos, 17 PG — 13 PP)                              |
| 2010-11   | Copa Argentina                   | eliminado en primera fase                                              |
| 2010-11   | Súper 8                          | campeón                                                                |
| 2010-11   | InterLigas                       | eliminado en primera fase                                              |
| 2011-12   | LNB                              | 20.º (de 16 equipos, 16 PG — 14 PP)                                    |
| 2011-12   | Liga Sudamericana de Clubes      | 4.º                                                                    |
| 2012-13   | LNB                              | 8.º (de 16 equipos, 16 PG — 14 PP)                                     |
| 2013-14   | LNB                              | 5.º (de 16 equipos, 15 PG — 15 PP)                                     |
| 2013-14   | Súper 8                          | eliminado en semfinales                                                |
| 2014-15   | LNB                              | 6.º (de 18 equipos)                                                    |
| 2015-16   | LNB                              | 15.º (de 20 equipos)                                                   |
| 2016-17   | LNB                              | 16.º (de 20 equipos)                                                   |
| 2017-18   | LNB                              | 4.º (de 20 equipos)                                                    |
| 2018-19   | LNB                              | 19.º (de 20 equipos, ganó play-off y evitó el descenso)                |
| 2018-19   | Liga de las Américas             | eliminado en primera fase                                              |
| 2020-21   | LNB                              | 19.º (de 20 equipos, ganó play-off y evitó el descenso, 13 PG — 27 PP) |
| 2021-22   | LNB                              | 13.º (de 20 equipos)                                                   |
| 2022-23   | LNB                              | 20.º (de 20 equipos, perdió play-off y descendió)                      |
| 2023-24   | LAB                              | campeón                                                                |
| 2024-25   | LNB                              | 12.º (de 20 equipos,19 PG — 19PP)                                      |
| 2025-26   | LNB                              |                                                                        |

### Marcas máximas del club
Referencia: Guía Oficial de la LNB 2018-2019.
- Más puntos a favor: 144, contra Estudiantes de Bahía Blanca en la temporada 1996-97.
- Menos puntos a favor: 48, contra Instituto en la temporada 2015-16.
- Más puntos en contra: 131, contra Gimnasia de Comodoro Rivadavia en la temporada 1995-96.
- Menos puntos en contra: 46, contra Ciclista Olímpico en la temporada 2008-09.
- Mayor diferencia a favor: 59, contra Independiente de Tucumán (140 a 81) en la temporada 1985.
- Mayor diferencia en contra: 34, contra Gimnasia de La Plata (49 a 83) en la temporada 2003-04 y contra Gimnasia de Comodoro Rivadavia (63 a 97) en la temporada 2012-13.
- Mayor racha de victorias: 17 entre el 3 de octubre y el 5 de diciembre de 2008.
- Mayor racha de derrotas: 11 entre el 31 de octubre y el 3 de diciembre de 2015.
- Mejor récord: 30-8 (78,9% de efectividad) en la temporada 1988.
- Peor récord: 15-26 (36,6% de efectividad) en la temporada 2018-19.[cita requerida]
- Jugador con más puntos en un partido: Juan Espil (53, contra Ferro de Buenos Aires, 1995-96)
- Jugador con más puntos en una temporada: Juan Espil (1782, en la 1995-96)

### Líderes históricos
Nota: Estadísticas solo en Liga Nacional.
| - Más partidos disputados: - Diego Osella, 943 en 20 temporadas. - Marcelo Milanesio, 848 en 18 temporadas. - Bruno Lábaque, 843, en 19 temporadas. - Héctor Campana, 395, en 9 temporadas. - Juan Pablo Figueroa, 358 en 8 temporadas. | - Máximos anotadores: - Marcelo Milanesio, 10 835 en 18 temporadas. - Diego Osella, 10 608 en 20 temporadas. - Bruno Lábaque, 7977 en 19 temporadas. - Héctor Campana, 7946 en 9 temporadas. - Donald Jones, 4293 en 6 temporadas. |

## Plantel profesional y cuerpo técnico

### Mercado de Invierno 2025
| Siguen de la temporada 2024-25 | Siguen de la temporada 2024-25 | Siguen de la temporada 2024-25 |
| Pos.                           | Nac.                           | Jugador                        |
| ------------------------------ | ------------------------------ | ------------------------------ |
| Entrenador                     | Bandera de Argentina           | Gustavo Peirone                |
| Base                           | Bandera de Argentina           | Nicolás Zurschmitten           |
| Base                           | Bandera de Argentina           | Manuel Buendía                 |
| Escolta                        | Bandera de Argentina           | Tiago Tomatis                  |
| Alero                          | Bandera de Argentina           | Lucas Arn                      |
| Alero                          | Bandera de Argentina           | José Montero                   |
| Ala-pívot                      | Bandera de Argentina           | Juan Cruz Oberto               |
| Ala-pívot                      | Bandera de Argentina           | Ramiro Ledesma                 |
| Pívot                          | Bandera de Estados Unidos      | Nakye Sanders                  |

| Altas   | Altas                     | Altas             | Altas        | Altas |
| Pos.    | Nac.                      | Jugador           | Procedencia  | Tipo  |
| ------- | ------------------------- | ----------------- | ------------ | ----- |
| Escolta | Bandera de Argentina      | Santiago Ferreyra | Paulistano   | Libre |
| Alero   | Bandera de Estados Unidos | Marc Loving       | BC Prievidza | Libre |
| Alero   | Bandera de Argentina      | Germán Misetich   | São José     | Libre |

| Bajas     | Bajas                | Bajas             | Bajas     | Bajas |
| Pos.      | Nac.                 | Jugador           | Destino   | Tipo  |
| --------- | -------------------- | ----------------- | --------- | ----- |
| Base      | Bandera de Argentina | Lisandro Bernabei | Sarmiento | Libre |
| Alero     | Bandera de Argentina | Carlos Buemo      | Larrañaga | Libre |
| Ala-pívot | Bandera de Argentina | Leonardo Lema     | Quimsa    | Libre |

## Jugadores destacados

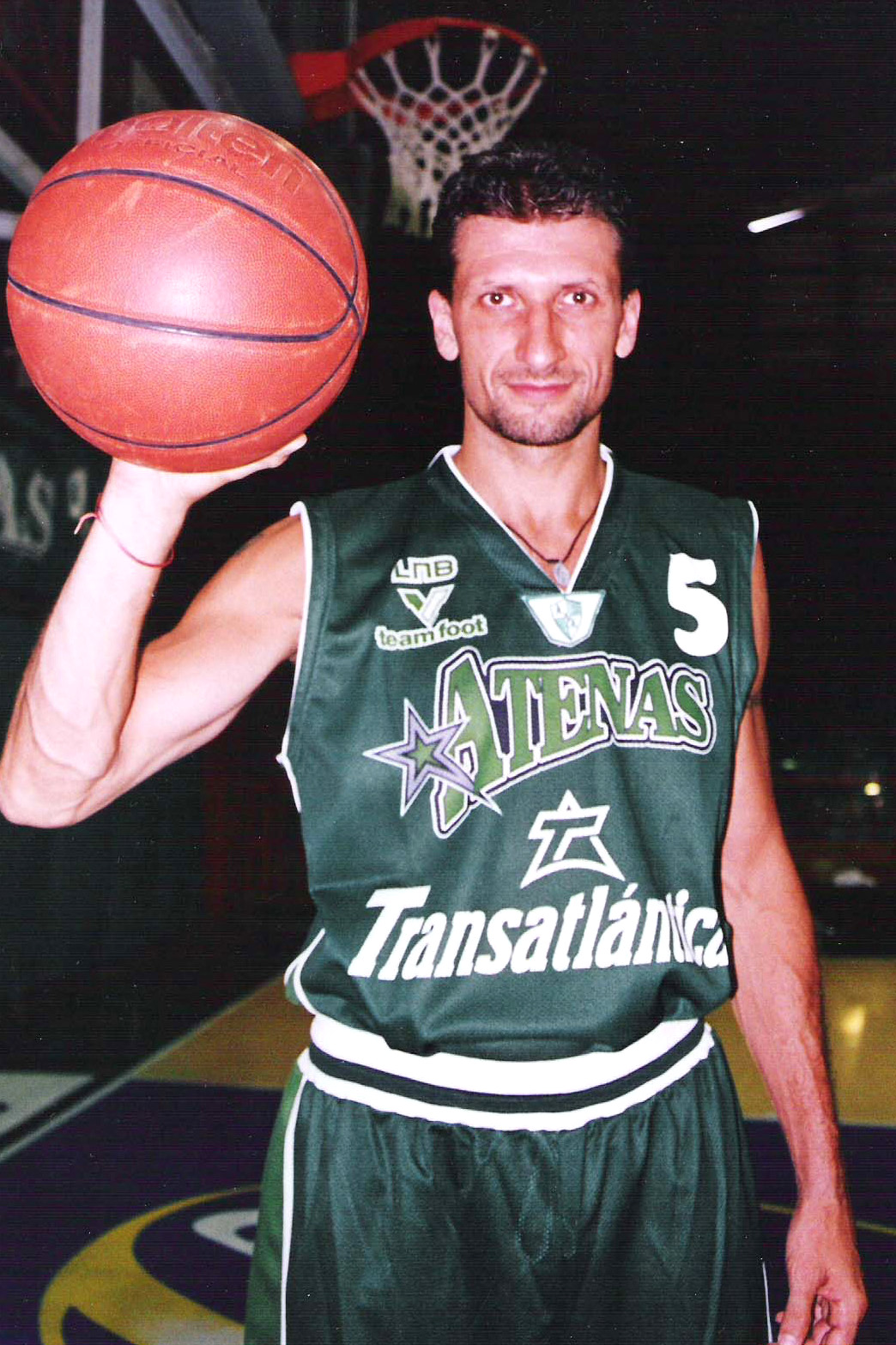
Héctor Campana, jugador histórico de la institución.

Nacionales:
| - Gastón Blasi - Héctor Campana - Carlos Cerutti - Carlos Colla - Juan Espil - Germán Filloy - Luis "Chuzo" González - Leonardo Gutiérrez - Walter Herrmann - Bruno Lábaque | - Matías Lescano - Medardo Ligorria - Diego Lo Grippo - Gabriel Mikulas - Marcelo Milanesio - Mario Milanesio - Fabricio Oberto - Juan Pablo Figueroa - Diego Osella - Leandro Palladino | - Andrés Pelussi - Fernando Prato - Patricio Prato - Gabriel Riofrío - Leopoldo Ruiz Moreno - Facundo Sucatzky - Luis Villar - Juan Manuel Locatelli - Juan Pablo Cantero |

Extranjeros:
| - Donald Jones - Steve Edwards - Thomas Jordan - Wallace Bryant - Norton Barnhill - Jervis Cole - Djibril Kanté - Andre Laws | - Byron Wilson - Kennard Winchester - Terry Catledge - Stacey King - Dwayne Jones - Ryan Humphrey - Darington Hobson - Ben Gillery | - Lee Mayberry - Pete Mickeal - Ron Moore - Keith Tower - Benoit Benjamin - Patricio Briones |

### Números retirados
- 5 Héctor Campana: Escolta (1987-1988) (1991-1992) (1996-2000) (2002-2004)[580]
- 9 Marcelo Milanesio: Base (1982-2002)
- 11 Diego Osella: Pívot (1988-1992) (1993-2001) (2003-2010)[581]
- 7 Bruno Lábaque: Base (1994-2003) (2006-2009) (2010-2017)

### Jugadores premiados
| MVP de la Temporada Regular - Germán Filloy: 1987 - Carlos Cerutti: 1988 - Marcelo Milanesio: 1991-92, 1993-94 - Héctor Campana: 1998-99 - Bruno Lábaque: 2002-03 - Walter Herrmann: 2013-14 | MVP de la Final - Héctor Campana: 1987, 1991-92 - Fabricio Oberto: 1997-98 - Diego Osella: 1998-99 - Walter Herrmann: 2001-02 - Diego Lo Grippo: 2002-03 - Andre Laws: 2008-09 | Goleador - Héctor Campana: 1991-92 - Juan Espil: 1994-95, 1995-96 - Joseph Bunn: 2001-02 |

## Entrenadores
Entrenadores en Liga Nacional
| #  | Ciclo | Entrenadores                     | Mandatos    | Premios / Campeonatos                                                                  | Premios / Campeonatos                                                                           | Premios / Campeonatos      | R       |
| #  | Ciclo | Entrenadores                     | Mandatos    | Colectivos                                                                             | Colectivos                                                                                      | Individuales               | R       |
| #  | Ciclo | Entrenadores                     | Mandatos    | Nacionales                                                                             | Internacionales                                                                                 | Individuales               | R       |
| -- | ----- | -------------------------------- | ----------- | -------------------------------------------------------------------------------------- | ----------------------------------------------------------------------------------------------- | -------------------------- | ------- |
| 1  |       | Walter Garrone                   | 1985 - 1993 | LNB 1987, LNB 1988, LNB 1990, LNB 1991-92,                                             |                                                                                                 |                            |         |
| 2  |       | Rubén Magnano                    | 1993-1994   |                                                                                        | Campeonato Sudamericano de Clubes 1993, Campeonato Sudamericano de Clubes 1994                  |                            |         |
| 3  |       | Medardo Ligorria                 | 1994-1995   |                                                                                        |                                                                                                 |                            |         |
| -  | 2.º   | Rubén Magnano                    | 1995-1999   | LNB 1997-98, LNB 1998-99, Torneo Copa de Campeones 1998, Torneo Copa de Campeones 1999 | Campeonato Panamericano 1996,Liga Sudamericana de Clubes 1997, Liga Sudamericana de Clubes 1998 |                            |         |
| -  | 2.º   | Medardo Ligorria                 | 1999-2000   |                                                                                        |                                                                                                 |                            |         |
| 5  |       | Pablo Coleffi                    | 2000-2001   |                                                                                        |                                                                                                 | Entrenador del Año 1994-95 |         |
| 6  |       | Mario Milanesio                  | 2001        |                                                                                        |                                                                                                 |                            |         |
| 7  |       | Horacio Seguí                    | 2001-2002   | LNB 2001-02                                                                            |                                                                                                 |                            |         |
| 8  |       | Oscar Sánchez                    | 2002-2003   | LNB 2002-03                                                                            |                                                                                                 |                            |         |
| -  | 2.º   | Mario Milanesio                  | 2003 - 2005 | Torneo Top 4 2003                                                                      | Liga Sudamericana de Clubes 2004                                                                |                            |         |
| 9  |       | Enrique Tolcachier               | 2005 - 2006 |                                                                                        |                                                                                                 |                            |         |
| -  | 3.º   | Mario Milanesio                  | 2006 - 2007 |                                                                                        |                                                                                                 |                            |         |
| -  | 4.º   | Medardo Ligorria                 | 2007        |                                                                                        |                                                                                                 |                            |         |
| 10 |       | Carlos Bualo                     | 2007 - 2008 |                                                                                        |                                                                                                 |                            |         |
| –  | 3.º   | Rubén Magnano                    | 2008 - 2009 | Copa Argentina 2008, LNB 2008-09                                                       |                                                                                                 |                            |         |
| 11 |       | Alejandro Lotterio               | 2009        |                                                                                        |                                                                                                 |                            |         |
|    | 2.º   | Oscar Sánchez                    | 2010        |                                                                                        |                                                                                                 |                            |         |
| 12 |       | Sebastián González               | 2010 - 2011 | Torneo Súper 8 2010                                                                    |                                                                                                 |                            |         |
| 13 |       | Néstor García                    | 2011 - 2012 |                                                                                        |                                                                                                 |                            |         |
| –  | 2.º   | Alejandro Lotterio               | 2012 - 2013 |                                                                                        |                                                                                                 |                            |         |
| 14 |       | Martín López                     | 2013        |                                                                                        |                                                                                                 |                            |         |
| -  | 4.º   | Mario Milanesio                  | 2013        |                                                                                        |                                                                                                 |                            |         |
| 15 |       | Martín López- Marcelo Arrigoni * | 2013 - 2014 |                                                                                        |                                                                                                 |                            |         |
| 16 |       | Pablo D'Angelo                   | 2014        |                                                                                        |                                                                                                 |                            |         |
| 17 |       | Gustavo Miravet                  | 2014-2015   |                                                                                        |                                                                                                 |                            |         |
| 18 |       | Carlos Romano                    | 2015-2016   |                                                                                        |                                                                                                 |                            |         |
| 19 |       | Adrián Capelli                   | 2016        |                                                                                        |                                                                                                 |                            |         |
| 20 |       | Gustavo Rossotto                 | 2016        |                                                                                        |                                                                                                 |                            |         |
| -  | 2.º   | Gustavo Miravet                  | 2016-2017   |                                                                                        |                                                                                                 |                            |         |
| 21 |       | Osvaldo Arduh                    | 2017        |                                                                                        |                                                                                                 |                            |         |
| 22 |       | Nicolás Casalánguida             | 2018-2019   |                                                                                        |                                                                                                 |                            |         |
|    | 2.º   | Osvaldo Arduh                    | 2019-2020   |                                                                                        |                                                                                                 |                            |         |
| 23 |       | Cristian Colli - Nicolás Arduh * | 2020-2021   |                                                                                        |                                                                                                 |                            |         |
| 24 |       | Sebastián Saborido               | 2021        |                                                                                        |                                                                                                 |                            |         |
| 25 |       | Claudio Arrigoni                 | 2021        |                                                                                        |                                                                                                 |                            |         |
|    | 2.º   | Sebastián González               | 2022        |                                                                                        |                                                                                                 |                            |         |
| 26 |       | Alvaro Castiñeira                | 2023        |                                                                                        |                                                                                                 |                            |         |
| 27 |       | Gustavo Peirone                  | 2023-act    | La Liga Argentina 2023-24                                                              |                                                                                                 |                            | [ 583 ] |

- * Fueron dupla técnica.

## Presidentes
| - 1938-1940: Urbano Sánchez - 1941-1942: Juan Romagnoli - 1942-1943: Juan Romagnoli - 1943-1945: Juan Romagnoli - 1946-1948: Andrés Carra - 1949-1950: Juan Romagnoli - 1951-1952: Rafael Durá - 1953-1955: Rafael Durá - 1955-1956: Rafael Durá - 1957-1958: Cándido Magris - 1958-1960: Rafael Durá - 1960-1962: Arón Glastein - 1963-1964: Oscar Oliva - 1964-1965: Juan Romagnoli - 1965-1967: Neldo Magris - 1967-1969: Jorge Asrín - 1969-1971: Roberto Nizzo - 1971-1973: Roberto Nizzo - 1975-1977: Roberto Nizzo - 1977-1979: Roberto Nizzo | - 1979-1981: Santiago Gallardo - 1983-1985: Eduardo Asís - 1985-1987: Rubén Fantolino - 1989-1991: Neldo Magris - 1991-1993: Felipe Lábaque - 1994-1996: Felipe Lábaque - 1996-1998: Eder Baralle - 1998-2000: Eder Baralle - 2000-2002: Felipe Lábaque - 2002-2004: Eder Baralle - 2004-2006: Eder Baralle - 2006-2008: Antonio García - 2008-2010: Felipe Lábaque - 2010-2012: Felipe Lábaque - 2012-2014: Luis Schenone - 2014-2016: Felipe Lábaque - 2016-2018: Felipe Lábaque - 2018-2020: Felipe Lábaque - 2020-2023: Felipe Lábaque - 2023-presente: David Urreta |

## Palmarés

### Torneos nacionales
- Campeón Liga Nacional de Básquet 1987, 1988, 1990, 1991-92, 1997-98, 1998-99, 2001-02, 2002-03 y 2008-09.[588]
- Campeón Torneo Copa de Campeones 1998, 1999.[589]
- Campeón Copa Argentina 2008
- Campeón Torneo Super 8 2010
- Campeón Torneo Top 4 2003
- Campeón La Liga Argentina 2023-24

### Torneos internacionales
- Campeón Campeonato Panamericano 1996
- Campeón Liga Sudamericana de Clubes 1997, 1998, 2004
- Campeón Campeonato Sudamericano de Clubes Campeones 1993, 1994.[589][590]

### Otros campeonatos
- Campeón Torneo de la Asociación Cordobesa 1949, 1950, 1951, 1952, 1954, 1955, 1956, 1957, 1959, 1974, 1981, 1984.[589]
- Campeón Liga Nacional de Juveniles 1993.
- Campeón Atenas International Tournament 1998, 1999, 2001.
- Campeón Liga Nacional de Cadetes 2006.
- Campeón Liga Nacional de Sub-15 en 2014.
- Campeón Final Four Sub-16 B1 ACBB en 2021.

### Otros logros
- Poseedor en forma definitiva de la primera copa Challenger León Najnudel al ganar 5 veces alternadas la Liga Nacional de Básquet (1987, 1988, 1990, 1991-92, 1997-98).[588][589][590]
- Subcampeón Liga Nacional de Básquet 1985, 1989, 1992-93, 1995-96, 1999-00, 2009-10, 2010-11.
- Tercer puesto en la Liga Nacional de Básquet 1986, 1994-95, 1996-97, 2000-01, 2003-04.
- Subcampeón Campeonato Panamericano 1993, 1997
- Subcampeón Campeonato Sudamericano de Clubes Campeones 1988, 1991
- Subcampeón Liga Sudamericana de Clubes 2000
- Tercer puesto en el Open McDonald's 1997 detrás de Chicago Bulls y Olympiakos de Grecia
- Tercer puesto en la Liga Sudamericana de Clubes 2001
- Subcampeón Copa de Campeones 2000
- Subcampeón Copa Argentina 2002, 2003
- Subcampeón Torneo Super 8 2009
- Subcampeón Top Cuatro 2001
- Subcampeón Campeonato Provincial 1984
- Subcampeón Final Four Sub-14 B1 ACBB 2019
- Subcampeón Final Four Sub-16 B1 ACBB 2019
- Tercer puesto Final Four Sub-14 B1 ACBB 2021
- Subcampeón Final Four Sub-19 B1 ACBB 2021
- Subcampeón Final Four Sub-19 B1 ACBB 2022
- Cuarto puesto Mundial de Formativas Esquerra Sub-14 B1 2022
- Cuarto puesto Mundial de Formativas Esquerra Sub-16 B1 2022
- Cuarto puesto Mundial de Formativas Esquerra Sub-19 B1 2022

## Inferiores
El club destaca por sus muy buenas categorías inferiores, de las que han salido grandes jugadores como Leonardo Lema o Franco Baralle.
Actualmente, se encuentra dividida en "A" y "B1", siendo la "A" la que más tiempo lleva en el básquet juvenil argentino y la "B1" surgió en 2019 como un proyecto para acatar y tener más jugadores a fin de que tengan la posibilidad de llegar a lo más alto en este deporte. Ambas categorías destacan en sus torneos locales e incluso han llegado a disputar torneos internacionales como los organizados por la agencia deportiva Esquerra, habiendo tenido participaciones relevantes. 

## Otros deportes
Ajedrez
Su práctica comenzó en 1941. Valores destacados representaron a la Institución: Osvaldo Bazán, Jorge Emiliani, Cleto Negrini, Pompilio Olmedo, Bonifacio Olmedo y otros aficionados que prestigiaron los tableros atenienses.
Atletismo
Su práctica comenzó en 1943 y se dio por la incorporación de una de las figuras más caracterizadas del atletismo de Córdoba, Luis Faya. Las principales figuras que obtuvieron numerosos títulos y trofeos para la Institución fueron: Corsino Fernández, Eduardo Montes de Oca, Aníbal Barrionuevo, Carlos Yantorno, Maximiliano Guerra, Alcides Desio, Pablo Barión, Alcides Muela, Wadid Simes, Ángel Mazzeo, Jorge Álvarez, Pedro Arocena, René Conci, Emilio y Edgardo Mazzeo entre otros. En la rama femenina se destacaron: Alejandra Fundaró, Cecilia Farías, Mabel Martínez, Liliana Propatto, Ana Bertero, Graciela y Adriana Mamani. En 1981 Atenas obtiene el “Ancla Dorada”, otorgada al mejor equipo de atletismo del interior del país. En la actualidad funciona la escuela de atletismo.
Automovilismo
Atenas organizó numerosas pruebas automovilísticas en la categoría regularidad Los corredores de Atenas que se destacaron en este deporte fueron: Vicente Sánchez, Otto Stiefel, R.Conci, Juan Colavino, Ramón Casadesus, Luis Tamanini, Roberto Nizzo y muchos otros valores.
Ping Pong
Los cultores de este deporte obtuvieron campeonatos en 1956, 1958 y 1959. Se destacaron Miguel Coll, José Mercadal, Carlos y Rodolfo Socci.
Patín
Acaparó la atención de varios asociados. Se organizó por primera y única vez la prueba de patines entre Córdoba-Tránsito-San Francisco. Se destacaron entre otros los Sres.: Goren, Aguzzi, Laterza, Fullone, García, Bouquet, Sancho, Suruli y otros que ofrecieron espectáculos y defendieron los colores del club. En la actualidad la disciplina se sigue realizando.
Pesas
Esta práctica tuvo varios adeptos y alcanzó su apogeo entre los años 1956 a 1959, cuando se obtuvieron varios campeonatos mayores. Se destacaron entre otros Alejandro Pirani, Salomone, Gutiérrez, Moyano, José Batistín y Canceco. En el presente funciona el gimnasio de pesas.
Camping y pesca
Esta disciplina nació en 1973. Hidráulica le adjudicó a la Institución un predio en la localidad de San Roque, donde comenzó desarrollarse la actividad. Mención especial para los dirigentes Carlos Tamanini y Roberto Nizzo.
Ciclismo
Atenas se afilió a la Federación Cordobesa en el año 1949. La primera prueba que participó fue en el circuito “Capilla de Remedios” donde intervinieron pedalistas de la talla de Pedro Salas, García y Aimar. Otras figuras destacadas fueron Edgardo Suppo, Horacio Anzil, Luis Brandalise, César Buffa, Erico Buffa, Mario Pedro, Aldo y Rubén Conci y Antonio Toranzo.
En la actualidad nuevamente el ciclismo se hace presente en la Institución de la mano del entrenador Rubén Pirello. La actual campeona argentina en ruta Daina Almada de San Francisco, es integrante de los pedalistas de la institución.
Natación
La pileta en Atenas se inauguró en 1955. Se destacaron entre otros: Juan Saltanovich que logró el primer título de campeón argentino en pruebas de 50 m en el año 1967. Además: Laura Toranzo, Miguel Carratalá, Manuel Benito, Carlos Favi, Mabel, Miguel, Jorge Melfi y Humberto Gómez. También se integró un equipo de waterpolo. En la actualidad la disciplina se realiza a través de la Natación Máster a cargo del profesor Jorge Melfi.
Bochas
Esta actividad fue tan popular como el básquetbol. Las primeras canchas se remontan en el año 1938. Se destacaron los siguientes bochófilos: Mayo, Spertino los hermanos Vigna, Mainardi, Di Luca, Dómine, Bruno Magris, Raúl Avellaneda. Según las estadísticas, el mejor trío de Atenas, lo conformaron:Aliendro, Gandoles y Romano. En el año 1955 en pleno auge de este deporte, se construyeron las canchas techadas. También las damas tuvieron una destacada participación, como Teresa Cavallo, Blanca de Asrín, Edith de Monasterolo y Celia de Andrizzi.
Básquet femenino
Este deporte no tuvo larga vida, pero cabe mencionar a las jugadoras Fontanini, Arguello, Arce,. Heredia, Coll, Ruarte, Rico y Mesa, que lo hicieron con donaire y cariño. En la actualidad la disciplina ha vuelto dentro de los deportes que el socio tiene la opción de practicar.
Gimnasia rítmica
En el año 1986 se iniciaron las prácticas. Sus gimnastas participaron en varios torneos a nivel provincial y nacional, obteniendo importantes clasificaciones. Años más tarde, la actividad se dejó de hacer por falta de espacio. Pero en la actualidad nuevamente se retomó a la misma.
Judo
Práctica deportiva de donde han salido varios yudocas que participan con gran éxito a nivel provincial y nacional. Se destacaron los jóvenes Ramiro Moyano y Carla Valdez. Ariel Pereira campeón Argentino representando al club en la provincia de La Rioja, con solo 15 años en 1982. Ese mismo año mantuvo el primer puesto en todos los torneos realizados.
Karate
Se inicia este deporte en el año 1983, de donde han surgido deportistas con grandes actuaciones a nivel local.
Vóley femenino
Gran desarrollo ha tenido en los últimos tiempos este deporte. Atenas permanentemente es animador del torneo local donde obtiene repetidamente el título anual de la Federación Cordobesa. Participó con gran suceso en la Liga Nacional en el año 2000. Retomó desde 2010 con liga de honor provincial y asociativa A2, jugando incluso partidos en Argentina y en el extranjero.
Vóley masculino
Disciplina que se realiza nuevamente en la Institución luego de algunos años. Participó en alianza con el club San Martín de Monte Buey en el torneo Liga Nacional de Vóley A2.